# Papa Giovanni Paolo II
Papa Giovanni Paolo II, in latino Ioannes Paulus PP. II; in polacco Jan Paweł II (nato Karol Józef Wojtyła, [ˈkarɔl ˈjuzef vɔjˈtɨwa], ; Wadowice, 18 maggio 1920 – Città del Vaticano, 2 aprile 2005), è stato il 264º papa della Chiesa cattolica e vescovo di Roma, 6º sovrano dello Stato della Città del Vaticano, oltre agli altri titoli propri del romano pontefice, dal 16 ottobre 1978 fino alla morte.
È considerato, per via dell'incisività del suo pontificato su vari ambiti, che variano dalla teologia alla politica e all'economia, nonché per la sua ampia popolarità, uno dei più importanti papi del Novecento e dell'intera storia recente della Chiesa.
In seguito alla causa di beatificazione, il 1º maggio 2011 è stato beatificato dal suo successore papa Benedetto XVI; viene festeggiato nel giorno del suo insediamento, il 22 ottobre. Nella storia della Chiesa, non accadeva da circa un millennio che un papa proclamasse beato il proprio immediato predecessore. Il 27 aprile 2014, insieme a papa Giovanni XXIII, è stato proclamato santo da papa Francesco.
Primo papa non italiano dopo 455 anni, cioè dai tempi di Adriano VI (1522-1523), è stato inoltre il primo pontefice polacco della storia e il primo proveniente da un Paese di lingua slava. Il suo pontificato è durato 26 anni, 5 mesi e 17 giorni ed è stato il terzo pontificato più lungo in assoluto, dopo quello di Pio IX e quello tradizionalmente attribuito a Pietro apostolo.
Disapprovò la teologia della liberazione, intervenendo talora in occasione di avvicinamenti di alcuni esponenti del clero verso soggetti politici dell'area marxista. In più di un'occasione proclamò la superiorità dell'economia di mercato su quelle statalizzate, tuttavia stigmatizzò il capitalismo e il consumismo estremi, considerati antitetici alla ricerca della giustizia sociale, causa d'ingiustificata profonda diseguaglianza fra i popoli e lesivi della dignità dell'uomo. Il suo pontificato, sul lato dottrinale, si distinse per posizioni conservatrici e nel campo della morale confermò l'approccio tradizionale della Chiesa su diversi campi, quali la sessualità umana, sul celibato ecclesiastico e sul sacerdozio femminile, posizioni che ancora oggi sono considerate pilastri fondamentali dell'azione della Chiesa.
I suoi 104 viaggi in tutto il mondo videro la partecipazione di enormi folle (tra le più grandi mai riunite per eventi di carattere religioso). Con questi viaggi apostolici, Giovanni Paolo II coprì una distanza molto maggiore di quella coperta da tutti gli altri papi messi assieme. Questa grande attività di contatto (anche con le generazioni più giovani, con la creazione delle Giornate mondiali della gioventù) fu da molti interpretata come segno di una seria intenzione di costruire un ponte di relazioni tra nazioni e religioni diverse, nel segno dell'ecumenismo, che è stato uno dei punti fermi del suo papato.
Sul piano dei rapporti con l'Italia, i viaggi sottolinearono l'intenzione di separare l'aspetto politico da quello religioso, come il pontefice stesso tenne a sottolineare, due anni dopo la revisione del Patti Lateranensi, nel 1986, a Forlì, ricordando che il precedente papa a visitare quella città era stato Pio IX, in veste anche di capo di Stato: "Da allora, la situazione politica è profondamente mutata, ed è stata come tale ufficialmente riconosciuta dalla Chiesa".
Papa Wojtyła beatificò e canonizzò molte più persone di ogni altro pontefice, perché semplificò i processi di beatificazione: le persone da lui beatificate furono 1.338 e quelle canonizzate 482, mentre i predecessori nell'arco dei quattro secoli precedenti avevano proclamato soltanto 300 santi. Tuttavia, i documenti relativi a molte delle prime canonizzazioni sono incompleti, mancanti o poco accurati.
Fu detto "l'atleta di Dio" per le sue varie passioni sportive: praticò sci, nuoto, canottaggio e calcio e fu amante della montagna, continuando a praticare sport finché la salute glielo permise. Nel 1980 per la sua passione sportiva e il suo spirito atletico viene insignito del collare d'oro, la massima onorificenza sportiva riconosciuta dal CIO (ordine olimpico).
Un ultimo primato riguarda la quantità di documenti scritti prodotti, che è superiore rispetto a tutti i papi che lo precedettero.

## Biografia

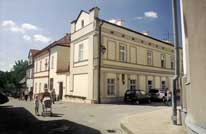
Retro della casa natale di Wojtyła a Wadowice

### Le origini

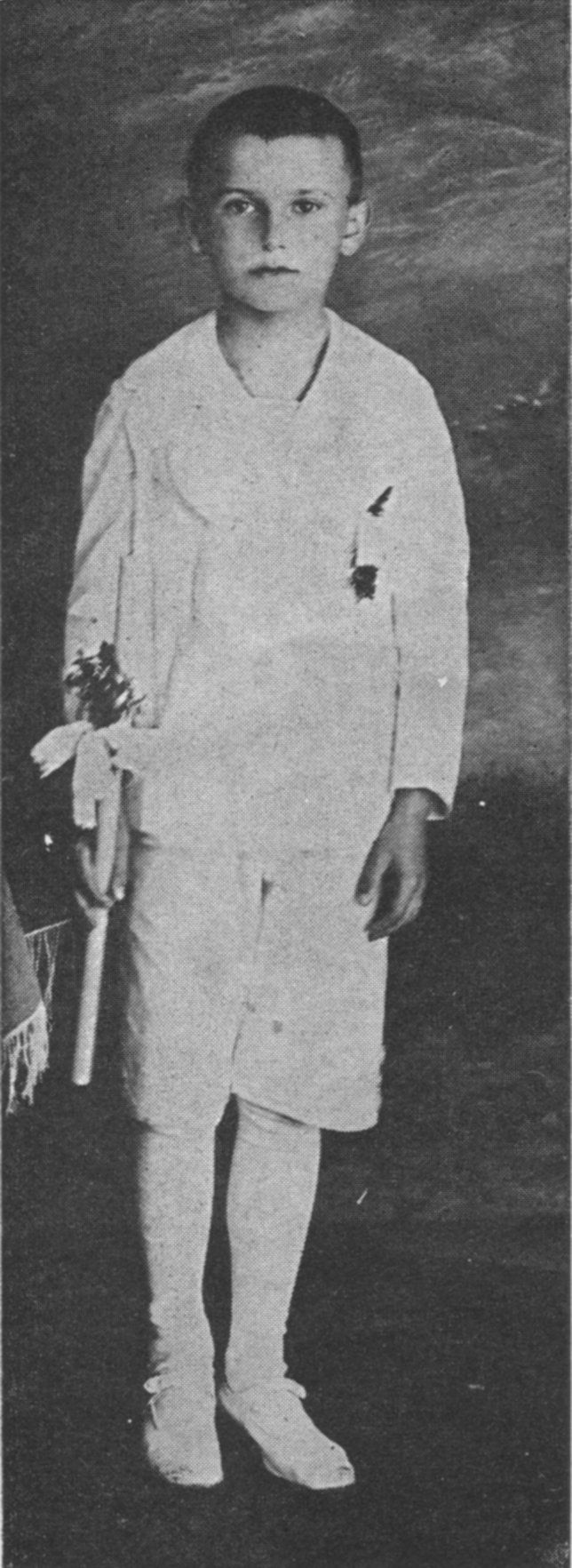
Karol Wojtyła nel giorno della sua prima comunione

Karol Józef Wojtyła nacque il 18 maggio 1920 a Wadowice, cittadina polacca situata a 48 km a sud-ovest di Cracovia. Era il terzo figlio di Emilia, nata Kaczorowska (1884-1929), e di Karol Wojtyła senior (1879-1941), ex ufficiale dell'esercito austro-ungarico. Da giovane veniva chiamato dagli amici e dai familiari "Lolek". Il nonno paterno Maciej (1852-1923) era un sarto, sposato con Anna Marianna Przeczek (1853-1881), sua prima moglie, morta nel 1881, a soli ventotto anni, mentre quelli materni, Anna Maria Scholz (1853-1897) e Feliks Kaczorowski (1849-1908) erano artigiani. La madre era la quinta di tredici figli.
Sua madre Emilia morì nel 1929 per insufficienza renale e per una malattia cardiaca congenita. Quando Karol, che aveva nove anni, seppe della notizia, disse: «Era la volontà di Dio». Suo fratello maggiore, Edmund, di professione medico, noto anche come Mundek, morì nel 1932 per aver contratto la scarlattina, all'età di ventisei anni, da un paziente. La sorella Olga, invece, era morta poco dopo la nascita nel 1914, prima ancora, dunque, che Karol nascesse. Dopo la morte della madre Emilia, suo padre, uomo molto religioso, si impegnò con tutte le forze per fare studiare il figlio Karol. La sua gioventù venne segnata da un intenso rapporto con l'allora numerosa e viva comunità ebraica di Wadowice.

### Università
Nell'estate del 1938, insieme con suo padre, lasciò Wadowice per trasferirsi a Cracovia, dove si iscrisse all'Università Jagellonica nel semestre autunnale. Nel suo primo anno studiò filologia, lingua e letteratura polacca. Prese anche lezioni private di francese.
Lavorò come bibliotecario volontario e fece l'addestramento militare obbligatorio nella legione accademica. Alla fine dell'anno accademico 1938-1939, impersonò il ruolo di Sagittarius nell'opera fiabesca The Moonlight Cavalier, prodotta da una compagnia teatrale sperimentale. Iniziò nel frattempo lo studio delle lingue, che lo portò poi a conoscere e parlare undici idiomi diversi: polacco, slovacco, russo, italiano, francese, spagnolo, portoghese, tedesco, ucraino e inglese, oltre al latino ecclesiastico e all'esperanto.
Fin dall’età giovanile Karol Wojtyła dimostrò una raffinatezza di pensiero e una sensibilità artistica fuori dall’ordinario, e si dedicò, da allora e poi con continuità, sino all'età matura, alla composizione di poesie, di cui è stato ampiamente riconosciuto il valore: versi venati da un misurato lirismo, da una vocazione mistica profonda, da una devozione intima e autentica, intrisa di umiltà.

### La seconda guerra mondiale
Nel settembre del 1939 la Germania invase la Polonia, che fu occupata prima dalle forze naziste e poi da quelle sovietiche.
Allo scoppio della seconda guerra mondiale, Karol e suo padre fuggirono da Cracovia verso est, insieme con migliaia di altri polacchi. Durante la marcia, dovettero a volte rifugiarsi dentro i fossi per nascondersi dai velivoli della Luftwaffe. Dopo avere camminato per duecento chilometri, seppero dell'invasione sovietica della Polonia e furono obbligati a ritornare a Cracovia.
Nel novembre seguente 184 accademici dell'Università Jagellonica furono arrestati e l'Università venne chiusa. Tutti i maschi abili furono costretti a lavorare. Nel primo anno di guerra Karol lavorò come fattorino per un ristorante. Questo lavoro leggero gli permise di continuare gli studi e la carriera teatrale e di mettere in pratica atti di resistenza culturale. Intensificò inoltre lo studio del francese.
Dall'autunno del 1940 Karol iniziò a lavorare nelle cave di pietra della Solvay, anche grazie al sostegno della sua insegnante di francese. Dato che l'azienda produceva soda caustica, particolarmente importante nel periodo bellico, a Wojtyła venne rilasciato un documento di identità (Ausweis) che lo risparmiò, a differenza di molti suoi coetanei, dalla deportazione in Germania o lungo il fronte orientale per svolgere lavori forzati. Il lavoro presso la Solvay durò fino al 1944.
Il padre morì nel 1941. Nel 1942, entrò nel seminario clandestino diretto dall'arcivescovo di Cracovia Sapieha. Il 29 febbraio 1944, tornando a casa dal lavoro nella cava, fu investito da un camion tedesco, perse coscienza e passò due settimane in ospedale, riportando un trauma cranico acuto, numerose escoriazioni e una ferita alla spalla. Secondo Testimone della Speranza, la biografia scritta da George Weigel, questo incidente e la sopravvivenza a esso sembrarono a Wojtyła una conferma della propria vocazione religiosa.
Nell'agosto 1944, iniziò la rivolta di Varsavia e il 6 agosto, il "lunedì nero", la Gestapo rastrellò la città di Cracovia, deportando i giovani maschi per evitare un'analoga sollevazione. Quando la Gestapo perquisì la sua casa, Wojtyła riuscì a scampare alla deportazione nascondendosi dietro una porta e si rifugiò nel Palazzo vescovile, dove rimase fino a guerra finita. La notte del 17 gennaio 1945 i tedeschi abbandonarono la città. I seminaristi restaurarono il vecchio seminario, ridotto in rovine.

### Ministero nell'arcidiocesi di Cracovia

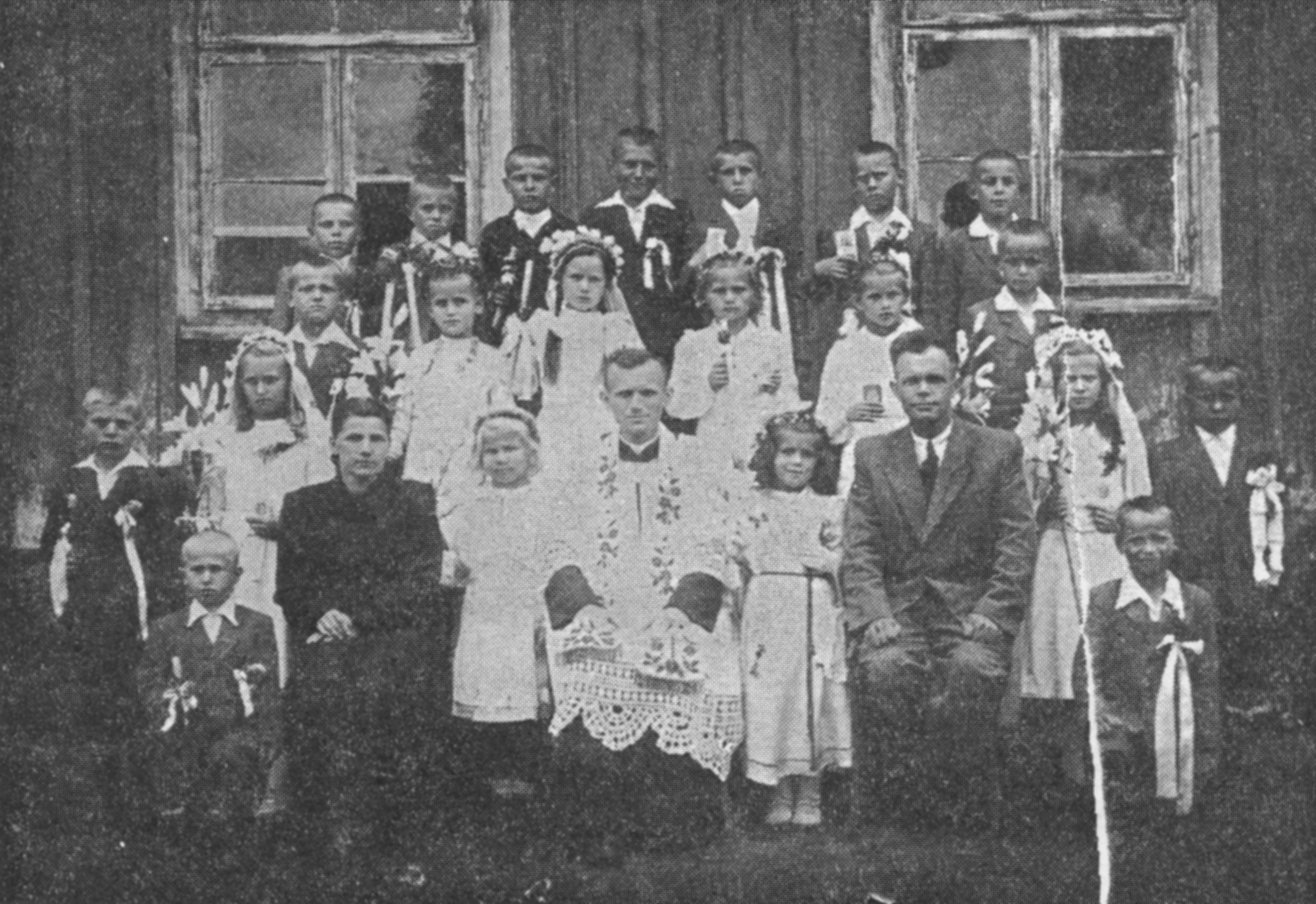
Il giovane sacerdote Karol Wojtyła (al centro del gruppo) a Niegowić nel 1948

Karol Wojtyła venne ordinato presbitero il 1º novembre 1946 dall'arcivescovo di Cracovia Adam Stefan Sapieha. Subito dopo si trasferì a Roma per proseguire gli studi teologici presso la Pontificia Università San Tommaso d'Aquino (conosciuta anche come Angelicum). Nella tesi di dottorato, che aveva per tema la dottrina della fede in San Giovanni della Croce, Wojtyła pose l'accento sulla natura personale dell'incontro dell'uomo con Dio.
Ritornato in Polonia nell'estate del 1948, la sua prima missione pastorale fu nel paesino di Niegowić, a venticinque chilometri da Cracovia. Nel marzo 1949 fu trasferito nella parrocchia di San Floriano a Cracovia. Insegnò etica all'Università Jagellonica della città e successivamente all'Università Cattolica di Lublino. Nel 1958 fu nominato vescovo titolare di Ombi e ausiliare di Cracovia, e quattro anni dopo assunse la guida dell'arcidiocesi quale vicario capitolare.
Il 13 gennaio 1964, papa Paolo VI lo nominò arcivescovo di Cracovia.
Sia come vescovo, prima, sia come arcivescovo, poi, Wojtyła partecipò al Concilio Vaticano II, contribuendo ai documenti per la stesura della Dignitatis Humanae e della Gaudium et Spes, due dei documenti storici più importanti e influenti prodotti dal concilio. In particolare, nel settembre del 1964 intervenne sullo schema preparatorio sulla libertà religiosa, evidenziando che nel testo si ometteva di dire che «solo la verità rende liberi». Nel 1965 diede il suo contributo allo schema preparatorio della costituzione dogmatica Gaudium et Spes, pronunciando il 28 settembre un importante discorso in difesa dell'antropologia personalista. Fece parte anche della Pontificia commissione per il controllo della popolazione e delle nascite.

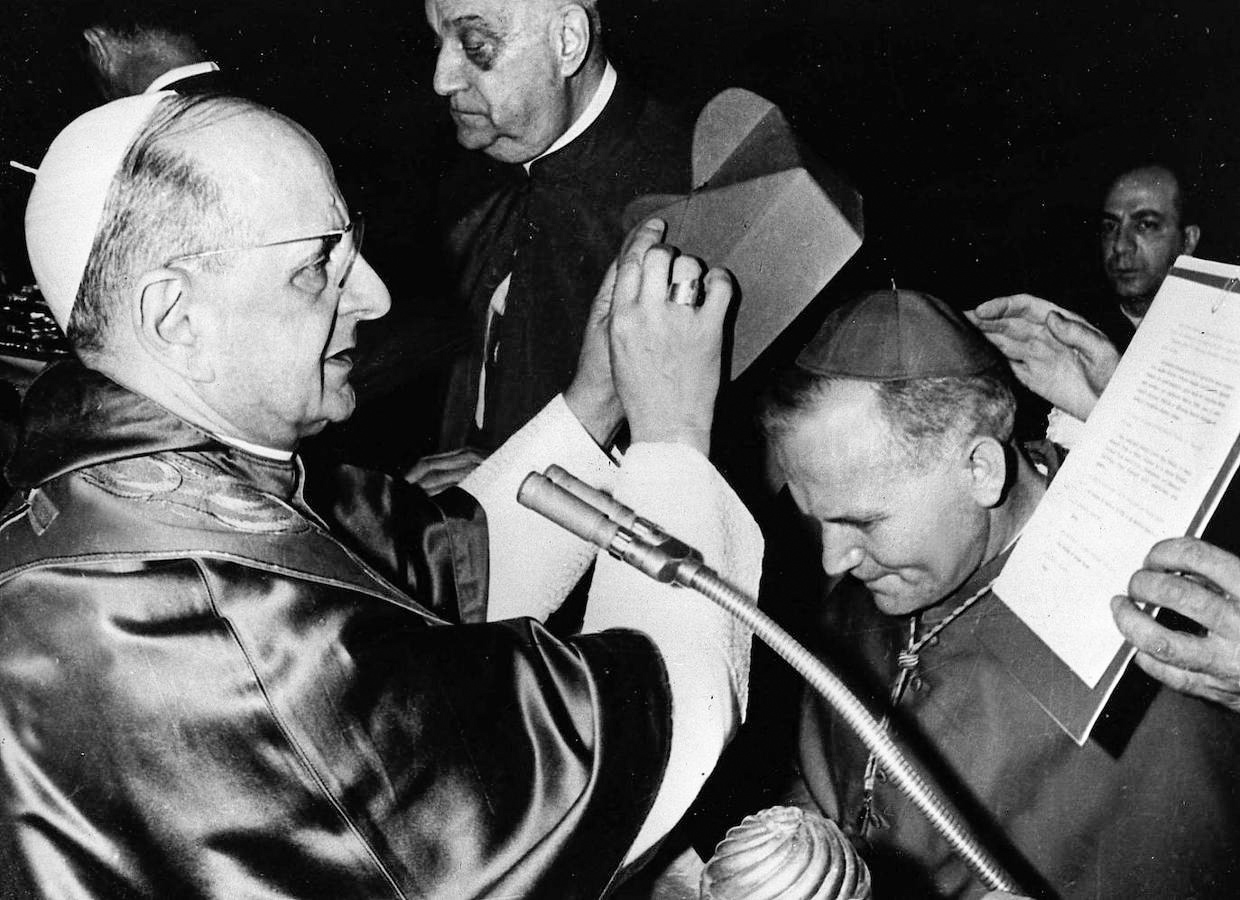
Papa Paolo VI mentre impone la berretta cardinalizia a Karol Wojtyła

Stemma cardinalizio di Karol Wojtyła

Il 26 giugno 1967 fu creato e pubblicato cardinale di San Cesareo in Palatio, chiesa di San Cesareo de Appia dedicata a san Cesario di Terracina, (diaconia elevata a titolo pro illa vice) da papa Paolo VI. A Cracovia si distinse per la sua attività di opposizione al regime comunista. In particolare, fece pubblicare a puntate nel suo giornale diocesano alcuni libri usciti all'epoca e colpiti dalla censura comunista. Tra questi Ipotesi su Gesù di Vittorio Messori e Lettera a un bambino mai nato della scrittrice fiorentina Oriana Fallaci. La giornalista non gradì la cosa e scrisse una lettera al cardinale, denunciando la violazione del diritto d'autore, problema che Wojtyła poté superare grazie alla legislazione vigente nello Stato polacco.
Il 23 aprile 1974 intervenne come relatore del Congresso per il settimo centenario di san Tommaso d'Aquino, svoltosi a Roma dal 17 al 25 aprile, mentre il 28 giugno partecipò all'anniversario dell'incoronazione di Paolo VI e alla consacrazione episcopale dell'amico Andrzej Maria Deskur; con mons. Deskur e altri sei sacerdoti dell'Arcidiocesi di Cracovia, trascorse a San Giovanni Rotondo il 28º anniversario della sua ordinazione sacerdotale. Fra essi erano Adam Kubitz, mons. Edward Lubowiecki e don Stanisław Dziwisz «che avrebbe mantenuto questo ruolo a fianco del papa». A fine ottobre del 1974, ritornò in Italia per partecipare alla terza assemblea generale ordinaria del Sinodo dei Vescovi, per il quale Paolo VI lo chiamò a tenere la relazione sulla parte dottrinale. Il 3 novembre 1974 celebra la messa nell'altare centrale della chiesa di Santa Maria delle Grazie, raccontando dell'amicizia fra lui e il frate cappuccino, che era solito celebrare nell'altare laterale.
Nell'agosto del 1978, dopo la morte di Paolo VI, partecipò al conclave che si concluse con l'elezione di Albino Luciani, il patriarca di Venezia, il quale divenne papa Giovanni Paolo I. Avendo 65 anni, Luciani era considerato un pontefice giovane in confronto ai suoi predecessori. Il 28 settembre, tuttavia, dopo solo 33 giorni di pontificato, Giovanni Paolo I morì, in circostanze mai del tutto chiarite. In ottobre Wojtyła fece così ritorno in Vaticano per prendere parte al secondo conclave in meno di due mesi.
Nell'omelia pronunciata all'indomani dell'elezione alla Cattedra di Pietro, e di nuovo il 17 novembre 1979, in occasione di un convegno all'Angelicum inerente alla biografia e la teologia di san Tommaso, il cardinale Wojtyla ribadì che «le parole del Concilio sono chiare: nello stretto collegamento col patrimonio culturale del passato, ed in particolare col pensiero di San Tommaso, i Padri hanno visto un elemento fondamentale per un'adeguata formazione del clero e della gioventù cristiana e quindi, in prospettiva, una condizione necessaria per il vagheggiato rinnovamento della Chiesa».

### Il secondo conclave del 1978

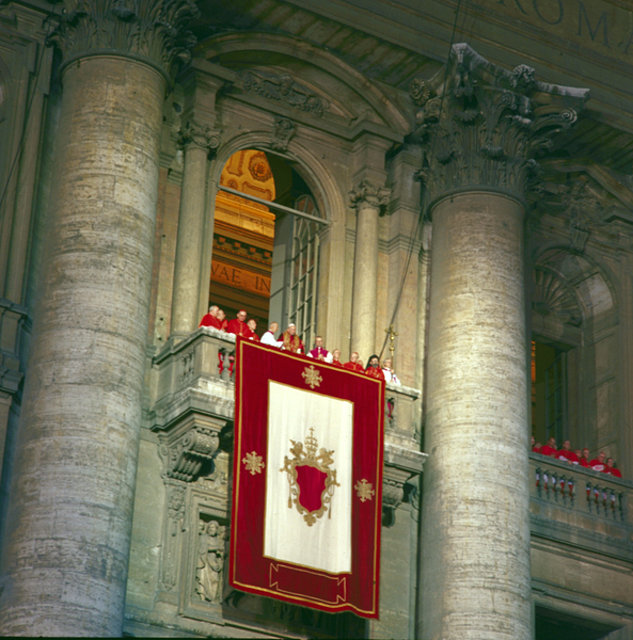
Il neoeletto pontefice Giovanni Paolo II si affaccia alla loggia dopo l'elezione

Qualcuno pensa che la sua elezione, come quella del suo predecessore, sia stata frutto di un compromesso: il conclave infatti, secondo quanto emerso dai racconti di alcuni cardinali, vide una netta divisione tra due candidati particolarmente forti quali il cardinale Giuseppe Siri, arcivescovo di Genova, votato dalla parte dell'ala conservatrice, e il cardinale Giovanni Benelli, arcivescovo di Firenze, molto vicino a papa Luciani e sorretto dall'ala più riformista del Collegio dei Cardinali. Secondo i vaticanisti Giancarlo Zizola e Benny Lai, a Siri sarebbero mancati pochissimi voti per essere eletto papa: Wojtyła, però, in parte grazie al supporto ottenuto da cardinali come Franz König e altri che avevano precedentemente appoggiato Siri, venne eletto, all'ottavo scrutinio, con grande stupore di tutto il mondo, divenendo il primo pontefice non italiano dopo 455 anni: il precedente papa straniero, l'olandese Adriano VI, era stato infatti eletto nel 1522.
Alle 18:18 del 16 ottobre dal comignolo della Sistina si levò la fumata bianca. Poco meno di mezz'ora dopo, alle 18:45, il cardinale protodiacono Pericle Felici annunciò l'avvenuta elezione. Pare che in un primo momento Wojtyła volesse scegliere come nome pontificale Stanislao, in onore del santo patrono della Polonia: tuttavia i cardinali gli fecero notare che era un nome che non rientrava nella tradizione romana, allora Wojtyła scelse di chiamarsi Giovanni Paolo II, in ricordo del predecessore e per tener viva la sua memoria.
Pochi minuti più tardi il nuovo papa si presentò alla folla riunita in piazza San Pietro, affacciandosi dalla loggia che sovrasta l'ingresso della basilica di San Pietro in Vaticano. Contrariamente a quanto previsto dal cerimoniale, decise di rivolgere un discorso di saluto alla folla. Nel suo breve discorso egli si definì come «un nuovo vescovo di Roma [...] chiamato da un paese lontano» e superò subito le diffidenze degli italiani, per i quali all'epoca un pontefice straniero era praticamente una novità assoluta, dicendo «se mi sbaglio mi corrigerete!», frase rimasta famosa e che suscitò l'applauso dei presenti. Al termine egli impartì la prima benedizione Urbi et Orbi che fu trasmessa in mondovisione.
Il giorno seguente il nuovo pontefice celebrò la messa insieme al Collegio cardinalizio nella Cappella Sistina e il 22 ottobre iniziò solennemente il ministero petrino, quale 264º successore di Pietro apostolo.
Papa Giovanni Paolo II volle iniziare il suo pontificato rendendo omaggio ai due patroni d'Italia: il 5 novembre 1978 visitò Assisi per venerare san Francesco, e successivamente si recò anche alla basilica di Santa Maria sopra Minerva in Roma per venerare la tomba di santa Caterina da Siena. Il 12 novembre prese possesso, come vescovo di Roma, della cattedra di San Giovanni in Laterano e il 5 dicembre compì la prima visita alle parrocchie della diocesi di Roma iniziando con San Francesco Saverio nel quartiere della Garbatella.

## Il pontificato

### L'inizio
(Papa Giovanni Paolo II, Omelia per la messa di inizio del pontificato)
D'azzurro, alla croce, l’asta posta a destra, e la traversa rialzata, accompagnata nel cantone sinistro della punta da una lettera maiuscola M, il tutto d’oro.

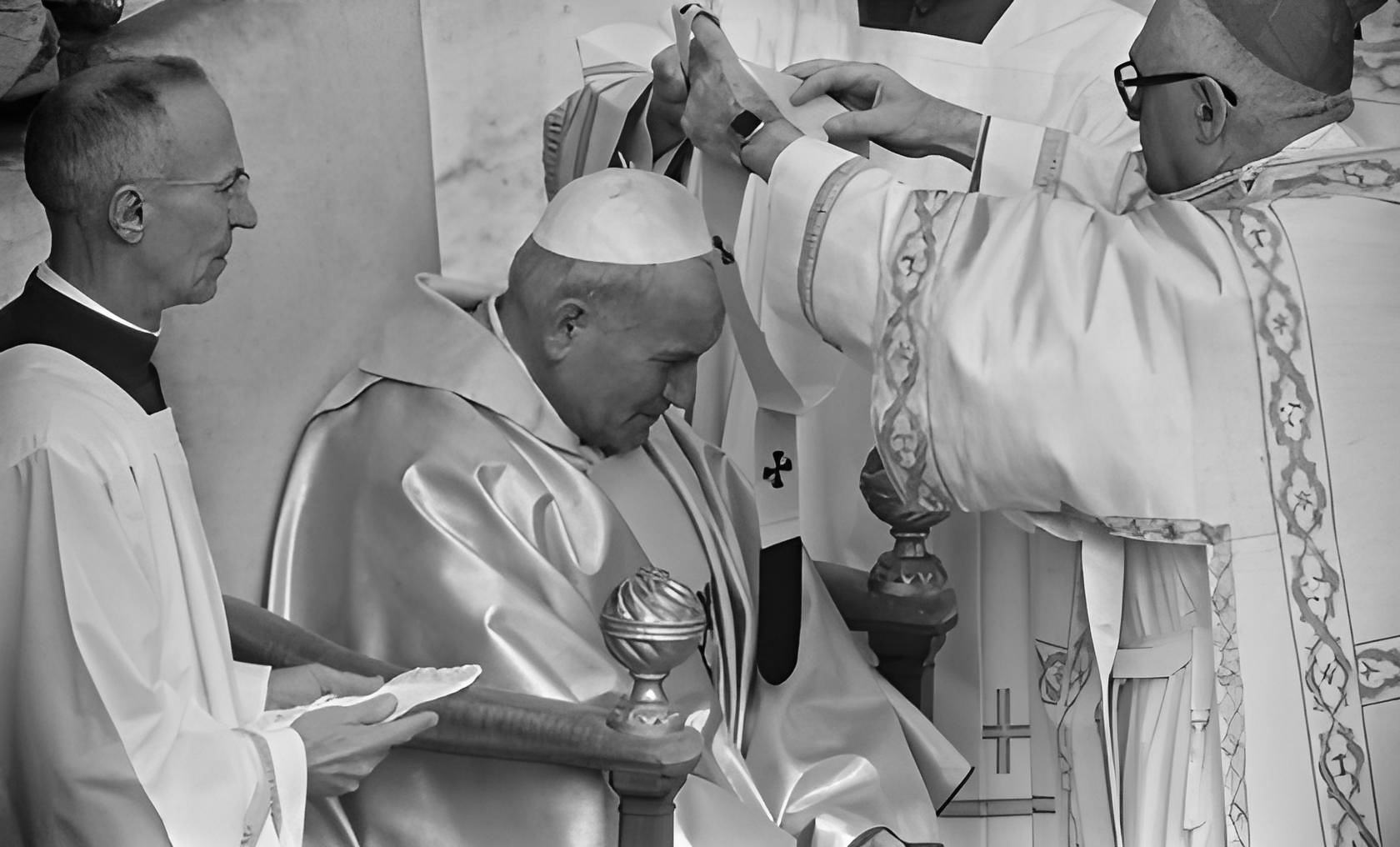
Imposizione del pallio a Giovanni Paolo II durante la sua messa di inaugurazione del ministero petrino il 22 ottobre 1978

Sull'onda del processo di rinnovamento ecclesiastico avviato dal Concilio Vaticano II, Giovanni Paolo II fece a meno, come i suoi predecessori, di parte della simbologia e del cerimoniale tradizionale al fine di rendere il suo pontificato meno simile a un vero e proprio regno. Decise, pertanto, di non usare il plurale maiestatico, riferendosi a sé stesso con «Io» al posto di «Noi», e optò per una semplice messa di inaugurazione del ministero petrino al posto della tradizionale cerimonia di incoronazione papale.
Il suo stemma, come quello dei predecessori, fu sormontato della tiara (o triregno), un copricapo extra-liturgico adottato dai papi, sia negli stemmi sia nelle apparizioni pubbliche, nella forma attuale, dall'inizio del XIV secolo e visto spesso come un simbolo di potere terreno e di ricchezza, ma egli non la indosserà mai sostituendola con la mitria.
(Papa Giovanni Paolo II, Omelia per la messa di inizio del pontificato)
Nell'omelia di inizio pontificato si soffermò anche sulla simbologia delle tre corone della tiara interpretandole, innovativamente, come la triplice missione di Cristo di "sacerdote, profeta-maestro e re".

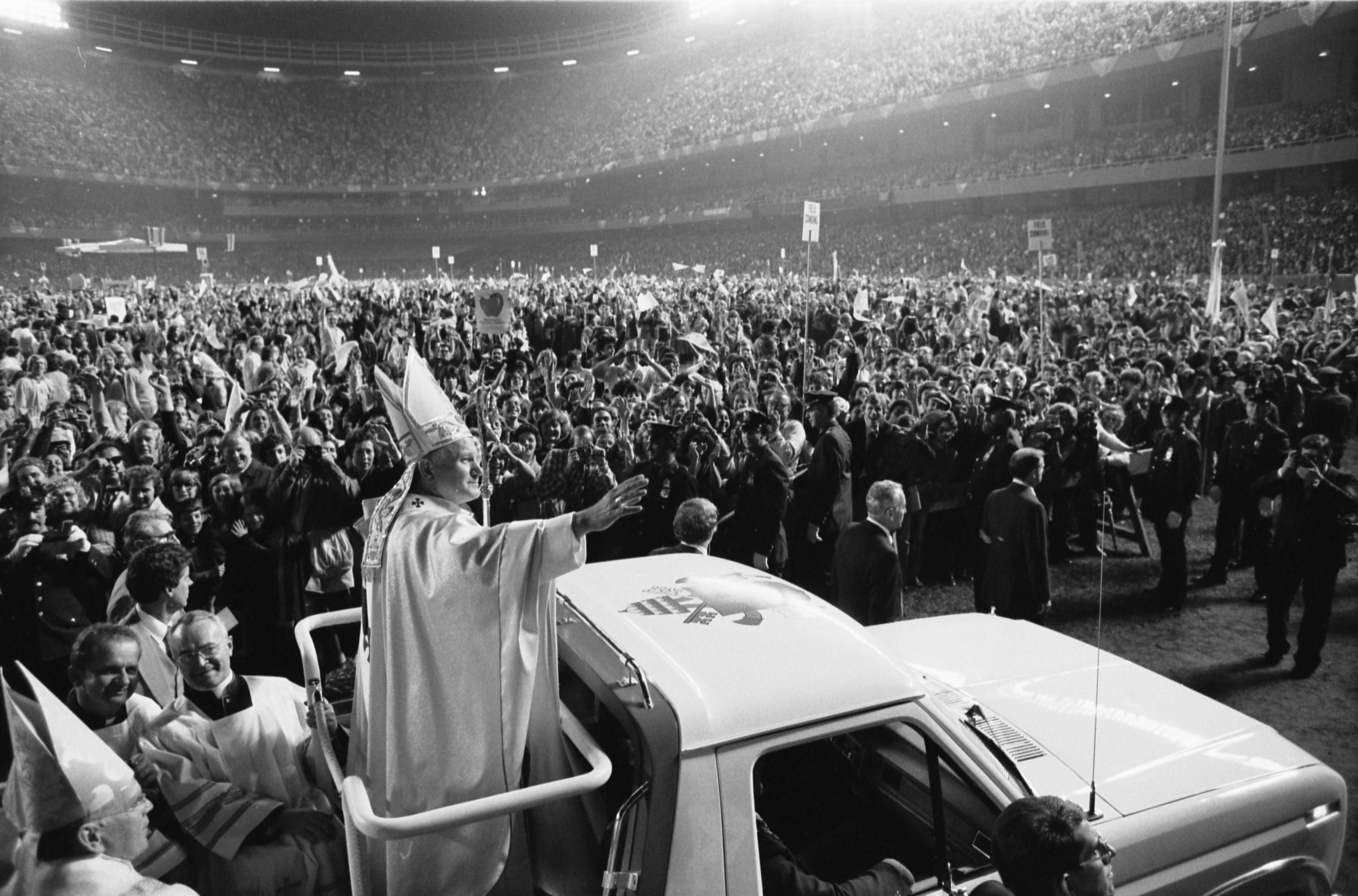
Giovanni Paolo II allo Yankee Stadium di New York nel 1979

Il suo pontificato è stato caratterizzato da un'intensa attività pastorale che lo ha portato in ogni parte del mondo. Ha operato per la difesa della pace e per migliorare le relazioni con le altre religioni, in primo luogo con anglicani e ortodossi.
Nei confronti degli ebrei, ha riconosciuto ufficialmente lo Stato di Israele e ha chiesto perdono per le mancanze e i peccati dei cristiani verso i "fratelli maggiori" nel corso dei secoli.
Wojtyła ha avuto anche una grande attenzione ai temi sociali. Ha scritto due encicliche sulle distorsioni delle dottrine capitaliste e comuniste: la Laborem Exercens (14 settembre 1981) e la Centesimus Annus (1º maggio 1991), nel centenario della Rerum Novarum di papa Leone XIII.
Ha richiesto più volte a tutti gli Stati di rispettare la libertà religiosa dei propri cittadini, il suo primo pronunciamento in tale senso è stata una lettera al segretario delle Nazioni Unite Kurt Waldheim il 2 dicembre 1978 in occasione del trentesimo anniversario della firma della dichiarazione universale dei diritti umani del 1948.

### Gli anni ottanta

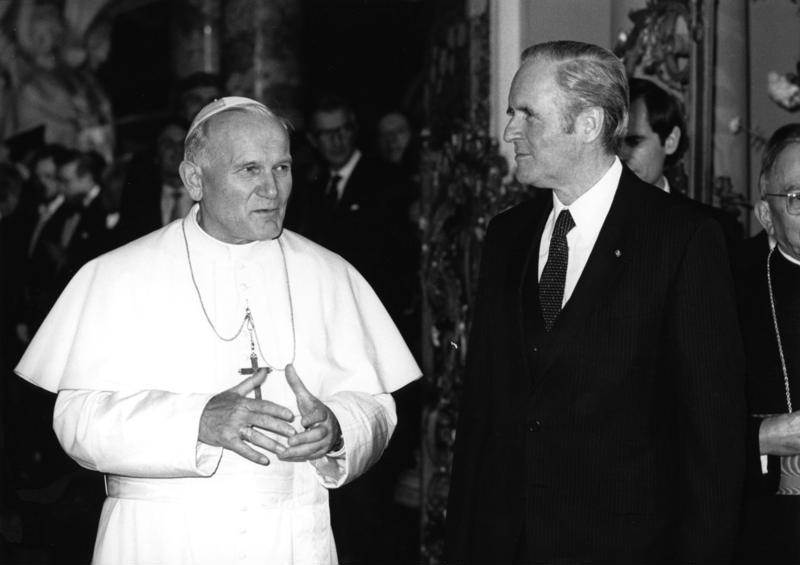
Papa Wojtyła insieme al Presidente della Germania Karl Carstens nel castello di Augustusburg, 15 novembre 1980

Nel 1982 ha elevato l'Opus Dei al rango di prelatura personale. Nel 1983 promulgò la nuova versione del Codice di diritto canonico, riformando l'edizione del 1917 che aveva promulgato Benedetto XV. Il 2 dicembre 1984 confermò la prassi del sacramento della confessione condannando la pratica della confessione comunitaria.
Con la costituzione apostolica Pastor Bonus del 1988 stabilì l'organizzazione della Curia Romana e i compiti dei vari dicasteri. Nel 1989 respinse le richieste di 163 teologi e teologhe riunite nel documento chiamato Dichiarazione di Colonia in cui essi affermavano che non sarebbe dovuta obbedienza alla Santa Sede su alcune particolari questioni di fede (soprattutto riguardo ai temi della Humanae Vitae) e che sarebbe necessaria una consultazione popolare per l'elezione dei vescovi.

#### L'attentato

13 maggio 1981, ore 17:22: Mehmet Ali Ağca attenta alla vita di Giovanni Paolo II in piazza San Pietro

Il 13 maggio 1981 subì un attentato quasi mortale da parte di Mehmet Ali Ağca, un killer professionista turco, che gli esplose contro due colpi di pistola in piazza San Pietro, pochi minuti dopo che Giovanni Paolo II era entrato nella piazza per un'udienza generale, colpendolo all'addome. Wojtyła, le cui condizioni apparvero subito gravi, fu presto soccorso e sottoposto a un intervento della durata di 5 ore e 30 minuti e sopravvisse.
Due anni dopo, nel Natale del 1983, volle andare ad incontrare il suo attentatore in carcere e dargli il suo perdono. I due parlarono da soli per lungo tempo e la loro conversazione è rimasta privata. Il Papa disse poi dell'incontro: «Ho parlato con lui come si parla con un fratello, al quale ho perdonato e che gode della mia fiducia. Quello che ci siamo detti è un segreto tra me e lui». L'attentatore venne in seguito condannato all'ergastolo dalla giustizia italiana per attentato a Capo di Stato estero (infatti la legge di ratifica dei Patti Lateranensi, la legge n. 810/1929, aveva esteso la condanna all'ergastolo prevista dalla fattispecie di "Attentato al Presidente della Repubblica" ex art. 276 c.p. anche alla persona del Sommo pontefice mentre, ex art. 295 c.p., la pena in cui soggiace chi attenta alla vita di un Capo di Stato estero corrisponde alla reclusione non inferiore ai 20 anni). Nel 2000 il presidente della Repubblica Carlo Azeglio Ciampi gli concesse la grazia: Ali Ağca, estradato dall'Italia, fu condotto nel carcere di massima sicurezza di Kartal (Turchia), nel quale stava scontando la pena di dieci anni di reclusione per l'assassinio del giornalista Abdi İpekçi, avvenuto nel 1979.

Giovanni Paolo II con Mehmet Ali Ağca nel carcere di Rebibbia, 27 dicembre 1983

Ali Ağca non ha mai voluto rivelare in modo chiaro la verità e ha ripetutamente cambiato versione sulla dinamica della preparazione dell'attentato, a volte suggerendo di aver avuto aiuti dall'interno del Vaticano. I documenti analizzati dalla commissione Mitrochin dimostrerebbero che l'attentato fu progettato dal KGB in collaborazione con la Stasi (polizia della Repubblica Democratica Tedesca) e con l'appoggio di un gruppo terroristico bulgaro a Roma, che a sua volta si sarebbe rivolto a un gruppo turco di estrema destra, i Lupi grigi. Una relazione di minoranza della stessa commissione negò questa tesi; tuttavia, altri documenti scoperti negli archivi sovietici e resi pubblici nel marzo 2005 sostengono la tesi che l'attentato sia stato commissionato dall'Unione Sovietica.
Le motivazioni che avrebbero portato l'URSS a preparare l'attentato non sono state chiarite; probabilmente, l'Unione Sovietica temeva l'influenza che un Papa polacco poteva avere sulla stabilità dei suoi Paesi satelliti dell'Europa orientale, in special modo la Polonia.

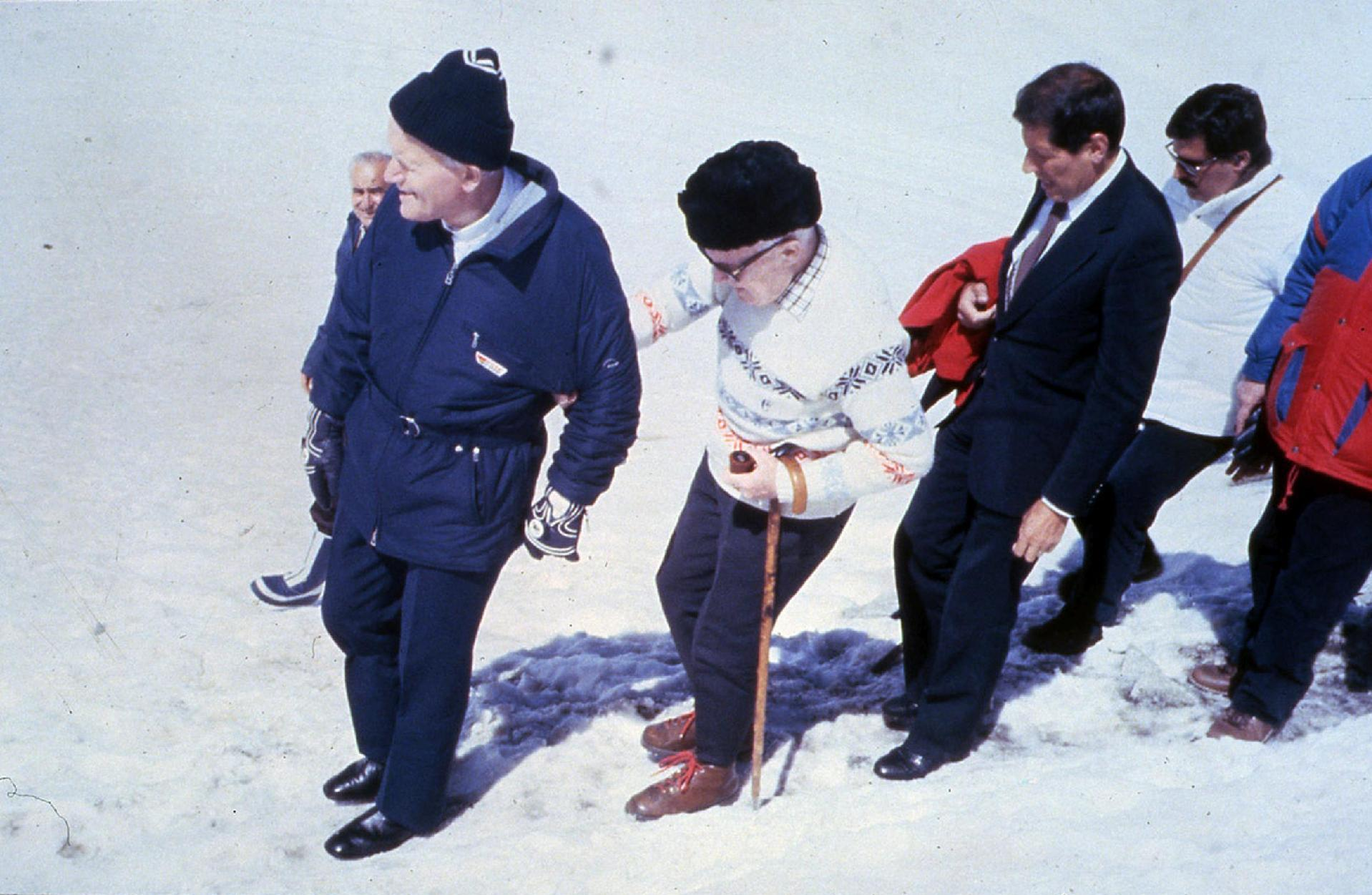
Giovanni Paolo II insieme a Sandro Pertini sull'Adamello nel 1984

Un'altra ipotesi (non necessariamente contraddittoria della prima) è quella del coinvolgimento della mafia nell'attentato, suffragata dal memoriale del pentito di Cosa nostra Vincenzo Calcara sulle dichiarazioni rese a Paolo Borsellino. Calcara racconta di essere stato incaricato dall'imprenditore mafioso e massone Michele Lucchese (che aveva contatti in Vaticano tramite monsignor Marcinkus) di prelevare da piazza San Pietro, 20 minuti dopo l'attentato, un turco armato da un mafioso bulgaro, Antonov. Assieme al turco e altri due mafiosi, si sarebbe recato a Paderno Dugnano, a casa di Lucchese, dove il turco sarebbe stato ucciso e seppellito.
Tutte queste informazioni vanno considerate alla stregua di ipotesi, perché non sono state comprovate le circostanze e le motivazioni dell'attentato.
Un documento della Congregazione per la Dottrina della Fede analizza l'attentato, mettendolo in relazione con l'ultimo dei Segreti di Fátima. L'attentato è avvenuto nel giorno della ricorrenza della prima apparizione della Madonna ai pastorelli di Fatima e Giovanni Paolo II, convinto che fosse stata la mano della Madonna a deviare quel colpo e a salvargli la vita, volle che l'ogiva del proiettile fosse incastonata nella corona della statua della Vergine a Fátima.
Un altro tentativo di assassinio di Giovanni Paolo II avvenne a Fátima a quasi un anno di distanza da quello di piazza San Pietro, il 12 maggio 1982: un uomo riuscì a colpire di striscio il papa con una baionetta, prima di essere fermato dalla sicurezza. L'uomo, un sacerdote spagnolo di nome Juan María Fernández y Krohn, si opponeva alle riforme del Concilio Vaticano II e definiva il papa un "agente di Mosca". Fu condannato a sei anni di prigione ed espulso dal Portogallo.

#### L'Anno Santo del 1983 e l'istituzione delle GMG

L'apertura della Porta santa in occasione del Giubileo del 1983

Per il 1983-1984 indisse il Giubileo straordinario della redenzione, nel 1950º anniversario della convenzionale data della morte e resurrezione di Cristo (33). In calendario indisse tra i vari appuntamenti il Giubileo dei Giovani, che ebbe il suo culmine il 15 aprile 1984, Domenica delle Palme: quel giorno trecentomila giovani affollarono piazza San Pietro, cifra decisamente inconsueta per l'epoca.
Approfittando della concomitanza con l'Anno internazionale della Gioventù indetta dall'ONU, il Papa diede appuntamento ai giovani per l'anno successivo: l'incontro a Roma del 31 marzo 1985 segnò l'istituzione delle Giornate mondiali della gioventù. Nello stesso anno la visita pastorale nei Paesi Bassi.
Fu così deciso di continuare a organizzare questo genere di eventi ogni due anni in una città del mondo scelta dal papa: le prime due furono Buenos Aires nel 1987 e Santiago di Compostela nel 1989. Con il passare degli anni le cosiddette "GMG" divennero incontri dall'importanza sempre maggiore, a prescindere dal numero effettivo di partecipanti.
In particolare la GMG del 1995, svoltasi a Manila alla presenza di quattro o cinque milioni di persone, è considerato il più grande raduno umano della storia. L'ultima GMG presieduta da papa Wojtyla fu quella svoltasi a Toronto nel 2002.

### Gli anni novanta e i primi anni dopo il 2000
(Papa Giovanni Paolo II – 26 febbraio 2004)

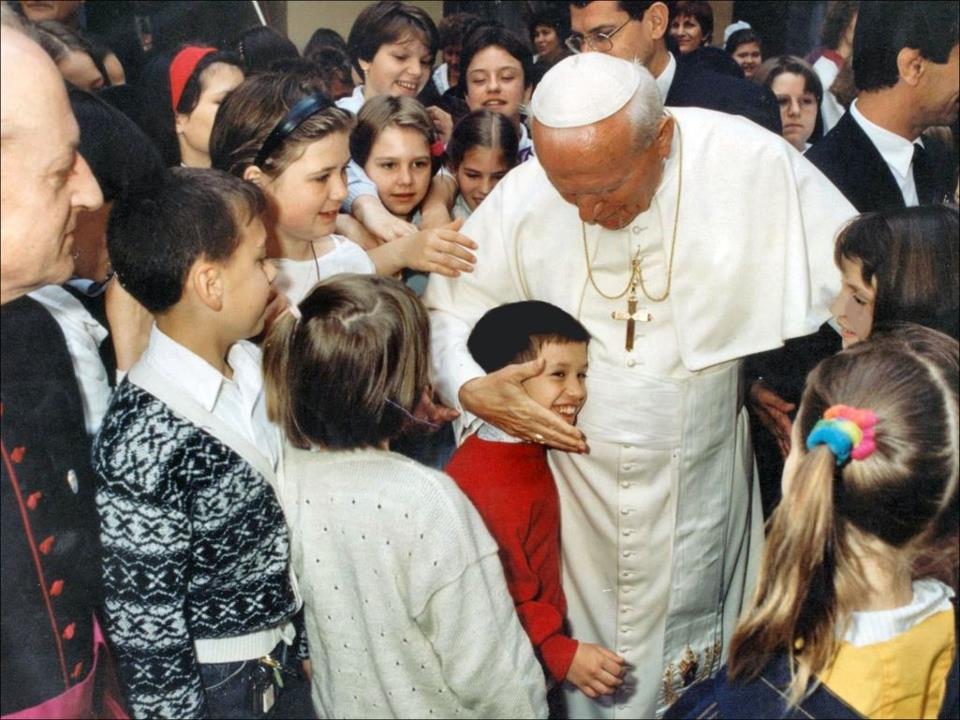
Giovanni Paolo II in Slovenia nel 1996

Il 15 agosto 1990, nella costituzione apostolica Ex corde ecclesiae stabilì alcune regole per le Università cattoliche, tra cui il requisito per i docenti dell'approvazione del proprio vescovo. Il 27 aprile 1991 papa Giovanni Paolo II, in Basilicata, visitò Pisticci Scalo, frazione del comune di Pisticci, dove incoronò la statua di Santa Maria la Sanità del Casale, conservata nell'omonima Abbazia. Il 22 ottobre 1993 confermò la regola del celibato ecclesiastico nella Chiesa latina, affermando che «bisogna ardire, mai ripiegare». Nello stesso anno visitò la Sicilia, in un periodo segnato dalle tragiche vicende riguardanti i delitti mafiosi (fra i quali quelli di Giovanni Falcone e Paolo Borsellino): tra i momenti di maggiore impatto vi fu il discorso di accusa a Cosa nostra ad Agrigento, presso la Valle dei Templi il 9 maggio. L'11 febbraio 1997, su indicazione del cardinale Camillo Ruini, nominò Antonio Buoncristiani come delegato a «esercitare tutte le funzioni spettanti normalmente sia al Superiore generale che al Superiore provinciale» nella Società San Paolo, e quindi nella direzione della casa editrice delle Edizioni Paoline e di tutti i periodici da esse gestiti, tra cui Famiglia Cristiana. La vicenda portò alle dimissioni dell'allora direttore Leonardo Zega.
Con il motu proprio Ad tuendam fidem del 1998 chiarì il significato della «professione di fede del 1989» che stabilisce la necessità per i teologi cattolici di aderire alle «verità» proclamate dal magistero «in modo definitivo» anche quando queste non siano stabilite come dogma. Sempre nello stesso anno, con il motu proprio Apostolos suos del 21 maggio chiarì i limiti delle Conferenze episcopali.

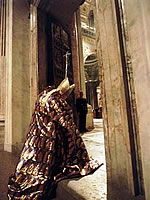
Giovanni Paolo II apre la porta santa per il Grande Giubileo del 2000

Nella notte tra il 31 dicembre 1999 e il 1º gennaio 2000 ha presieduto la speciale benedizione Urbi et Orbi dedicata all'inizio del nuovo millennio:
Buon Anno a tutti voi, uomini e donne di ogni parte della terra!
Nel varcare la soglia del nuovo anno, mi piacerebbe bussare alla porta delle vostre case per recare a ciascuno il mio augurio cordiale: Buon Anno a tutti nella luce che da Betlemme si irradia sull'intero universo!
Vi auguro un anno ricco di pace: la pace annunciata dagli Angeli nella Notte Santa; la pace di Cristo, che per amore si è fatto fratello di ogni essere umano!
Vi auguro un anno sereno e felice: vi accompagni la certezza che Dio ci ama. Oggi, come duemila anni orsono, Cristo viene ad orientare con il suo Vangelo di salvezza i passi incerti e titubanti dei popoli e delle nazioni verso un futuro di autentica speranza.
A Lui chiedo di benedire questo momento di festa e di voti augurali, perché sia avvio promettente d'un nuovo millennio ricco di gioia e di pace. Entriamo nell'anno duemila con lo sguardo fisso al mistero dell'Incarnazione.
Cristo, ieri, oggi e sempre.»
(Dalla benedizione Urbi et Orbi dedicata all'inizio del nuovo millennio)
Il 30 aprile 2000 ha canonizzato Faustina Kowalska e istituito la Festa della Divina Misericordia. Nello stesso anno, proclama santo il presbitero Matteo Correa Magallanes, morto martire nel 1927. Il 17 agosto 2002 nel santuario della Divina Misericordia di Cracovia-Łagiewniki ha effettuato, con atto solenne, l'affidamento del mondo alla Divina Misericordia.
Il pontefice ribadì ripetutamente la dignità dell'uomo e il diritto alla vita, come fondamento di tutte le posizioni assunte in tema di morale. Ogni individuo è «unico e irripetibile» e ogni persona in quanto è a «immagine e somiglianza di Dio» ha una dignità che non è acquisita con meriti, ma è data fin dalla nascita. Il diritto naturale secondo san Tommaso discende dal diritto divino, da un volere del creatore che ha imposto tali leggi alla natura creata. La vita è un diritto in quanto dono di Dio, il Solo che può darla e toglierla. Il diritto alla vita è per il pontefice il fondamento di ogni altro diritto: della persona, e dell'esistenza di una giustizia e di un sistema di diritti a suo riguardo.
Il 1º ottobre 2003, riceve in Vaticano, dall'Accademia Bonifaciana di Anagni, fondata il 5 agosto precedente per ricordare i 700 anni dalla morte di papa Bonifacio VIII dal cav. Sante De Angelis, come primo insignito il Premio Internazionale Bonifacio VIII "...per una cultura della Pace...", auspicando in quell'occasione che "l'Accademia Bonifaciana contribuisca con ogni utile iniziativa alla costruzione di un mondo più giusto e fraterno, nella promozione degli autentici valori umani e cristiani e che il “Bonifacio” diventi il segno nel mondo di una vera cultura della Pace ed un momento insostituibile e di grande prestigio per promuovere la terra di Ciociaria e l'Italia".

### Salute

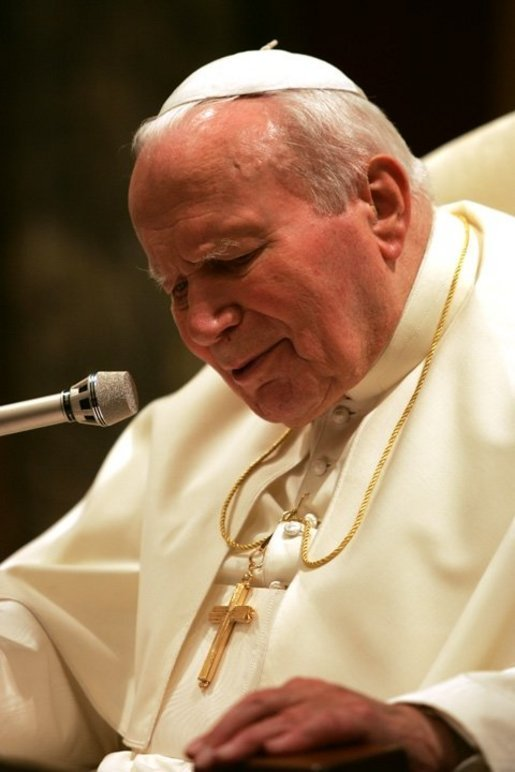
Papa Giovanni Paolo II nel 2004

Giovanni Paolo II iniziò il suo pontificato a 58 anni, un'età sensibilmente più bassa di quella dei suoi predecessori (fu il pontefice più giovane al momento dell'elezione dai tempi di papa Pio IX, nel 1846); era altresì una persona tonica e vigorosa, dedita regolarmente a varie attività sportive (tra le altre escursioni in montagna, nuoto e sci) e per i primi 15 anni di pontificato godette di ottima salute.
L'avanzare dell'invecchiamento anagrafico e fisiologico, l'attentato del 1981 e vari traumi fisici cooperarono col tempo al declino della sua salute. Il 4 aprile 1991 gli fu diagnosticato il morbo di Parkinson.
Nell'estate del 1992 gli fu asportato un tumore benigno al colon; nel 1993 si slogò la spalla destra scivolando al termine di un'udienza (per qualche tempo dovette impartire le benedizioni col braccio sinistro) e nel 1994 si ruppe il femore destro a seguito di una caduta nel bagno del suo appartamento privato. A seguito di quest'ultimo rovescio, il 29 aprile 1994 fu sottoposto a un intervento di artroprotesi all'anca, che gli permise di tornare a camminare, seppur claudicante, obbligandolo a servirsi di un bastone. Un anno dopo, nel corso della benedizione natalizia del 1995 dalla finestra del Palazzo Apostolico, fu costretto a interrompere il suo discorso per un malore: la stampa parlò di una recidiva del tumore asportatogli tre anni prima, ma in seguito il medico personale Renato Buzzonetti riferì che si trattava di un attacco di appendicite acuta, che venne efficacemente curato attraverso una terapia medica, fino al successivo intervento programmato di appendicectomia, al quale il pontefice fu sottoposto nell'ottobre del 1996 e che venne effettuato dal prof. Francesco Crucitti.
Il declino fisico di Giovanni Paolo II si acuì in maniera sensibile col manifestarsi della malattia di Parkinson. I primi sintomi, sempre secondo quanto dichiarato dall’archiatra dottor Buzzonetti in un'intervista con L'Osservatore Romano, apparvero alla fine del 1991 sotto forma di un lieve tremore della mano sinistra; nel giro di qualche anno il pontefice palesò crescenti difficoltà nei movimenti e nella pronuncia delle parole. Alla progressione degenerativa si associarono anche problemi osteoarticolari, tra cui un'artrosi acuta al ginocchio destro, che a partire dal 2002 ne acuì le difficoltà di deambulazione: Giovanni Paolo II dovette quindi iniziare a servirsi di un'apposita pedana mobile per muoversi nelle occasioni pubbliche. A un certo punto, gli fu finanche impossibile stare in piedi e sulla pedana venne installata una poltrona. Nonostante questi disagi, non ridusse più di tanto i propri impegni, a cominciare dai viaggi internazionali: disse in proposito di accettare la volontà di Dio, che aveva voluto rendere la sofferenza un elemento chiave del suo pontificato. Al contempo, non considerò mai l'ipotesi di rinunciare al papato, salvo qualora fosse diventato mentalmente inabile in maniera irreversibile. Coloro che lo incontrarono dicono che, sebbene provato fisicamente, Giovanni Paolo II mantenne sempre perfetta lucidità. Nel settembre 2003 il cardinale Joseph Ratzinger, spesso considerato la «mano destra» di papa Wojtyła, disse «dovremmo pregare per il Papa», sollevando serie preoccupazioni circa lo stato di salute del pontefice. Il futuro papa Benedetto XVI aveva conosciuto Wojtyła durante gli anni del Concilio Vaticano II e nel libro dal titolo Accanto a Giovanni Paolo II, edito nel 2014, raccontò il profondo sentimento di stima e di affetto che lo legò personalmente al predecessore, il quale, nella propria autobiografia Alzatevi, andiamo!, aveva riservato per lui l'espressione di "amico fidato".

### La morte

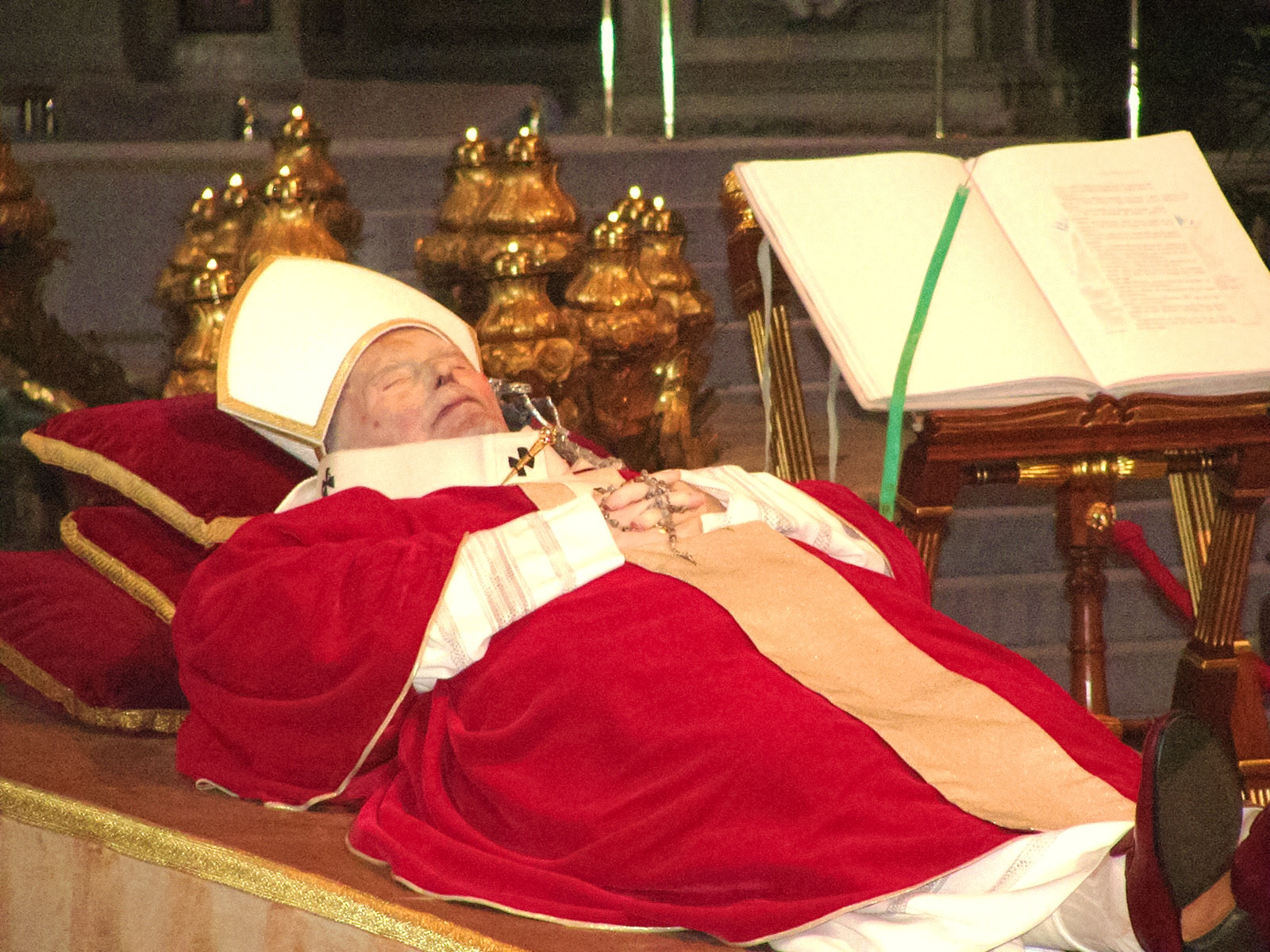
La salma di papa Giovanni Paolo II

Il 1º febbraio 2005 Wojtyła fu ricoverato al policlinico Agostino Gemelli di Roma, dove restò fino al 10 febbraio; successivamente fu costretto a saltare gran parte degli impegni previsti per l'aggravarsi delle sue condizioni di salute. Il 27 marzo, domenica del giorno di Pasqua, apparve alla finestra su piazza San Pietro per poco tempo. Il messaggio Urbi et Orbi fu letto dal cardinale Angelo Sodano, mentre il Papa benedisse la folla di mano sua, tentando di parlare senza riuscirci.

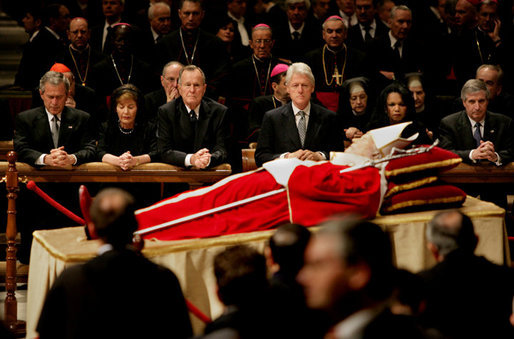
L'allora presidente degli Stati Uniti George W. Bush con la moglie, George H. W. Bush, Bill Clinton e Condoleezza Rice inginocchiati davanti alla salma di Giovanni Paolo II

Il 30 marzo, mercoledì, il Papa apparve per l'ultima volta in pubblico: si affacciò brevemente sulla finestra su piazza San Pietro e tentò di parlare, ma al posto delle parole emise solo un prolungato respiro. Dopo due giorni dal peggioramento del suo stato di salute a causa di un'infezione dell'apparato urinario, Giovanni Paolo II morì alle ore 21:37 di sabato 2 aprile 2005, vigilia della Domenica della divina misericordia, all'età di 84 anni. L'annuncio della morte venne dato dal portavoce vaticano Joaquín Navarro-Valls. Un "Amen" sarebbe stata l'ultima parola pronunciata dal Pontefice. Toccò invece all'arcivescovo Leonardo Sandri, sostituto per gli affari generali della Segreteria di Stato, annunciare la morte del pontefice alle migliaia di persone accorse in piazza San Pietro, raccolte in preghiera nelle ore immediatamente precedenti il decesso:
(Annuncio di Leonardo Sandri, 2 aprile 2005.)
Da quella sera e fino al giorno delle esequie, più di tre milioni di pellegrini confluirono a Roma per rendere omaggio alla salma del Papa.

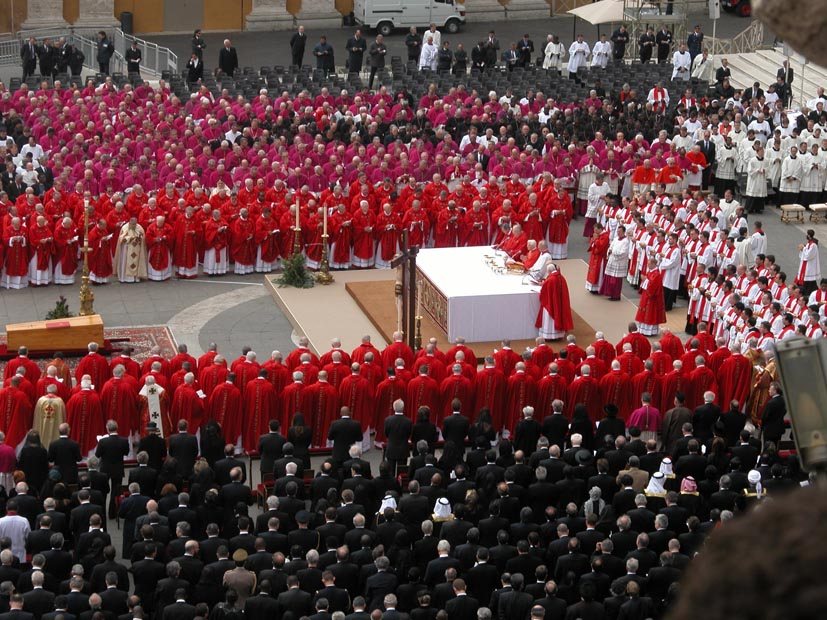
La messa esequiale

I funerali ebbero luogo sei giorni dopo, venerdì 8 aprile, celebrati dal cardinale Joseph Ratzinger in qualità di decano del Collegio cardinalizio (eletto papa undici giorni dopo), in piazza San Pietro, con la partecipazione di un altissimo numero di capi di Stato e di governo (più di 200 delegazioni ufficiali) oltre ai rappresentanti di tutte le religioni. Molti applausi e grida di "Santo subito" accompagnarono l'omelia del cardinale Ratzinger.
Papa Wojtyła fu poi sepolto nelle Grotte Vaticane, sotto la basilica. La bara fu calata in una tomba creata nella stessa nicchia precedentemente occupata dai resti di papa Giovanni XXIII. La nicchia era vuota da quando i resti di papa Giovanni erano stati spostati nel corpo principale della basilica dopo la sua beatificazione.
Si è stimato che il rito sia stato seguito direttamente da un numero compreso tra le 250 000 e le 300 000 persone che affollavano la piazza e l'antistante via della Conciliazione, e, tramite maxischermi, da almeno 2 milioni di persone riunite a Tor Vergata e nelle piazze di Roma.
L'eccezionalità dell'evento fu sottolineata in quei giorni da diversi commentatori, e il rito funebre fu trasmesso in diretta in mondovisione a reti unificate totalizzando, in Italia, quasi 15 milioni di spettatori e uno share del 90%.
L'afflusso di pellegrini a Roma nei giorni precedenti al funerale fu particolarmente intenso e sono state stimate tra i 2 e i 5 milioni di presenze totali. Furono allestiti velocemente dalla Protezione Civile tendopoli e ospedali da campo e furono posizionati nelle piazze cittadine, dal comune di Roma, ventisette maxischermi. La Protezione Civile, prevedendo un afflusso straordinario a Roma, inviò, nei giorni precedenti, a tutti i telefoni cellulari su scala nazionale, alcuni SMS che fornivano informazioni sulle condizioni climatiche e sui dati d'afflusso e invitavano chi avesse voluto seguire l'evento a farlo tramite maxischermo, poiché piazza San Pietro era divenuta inaccessibile già dal 6 aprile.

#### Testamento

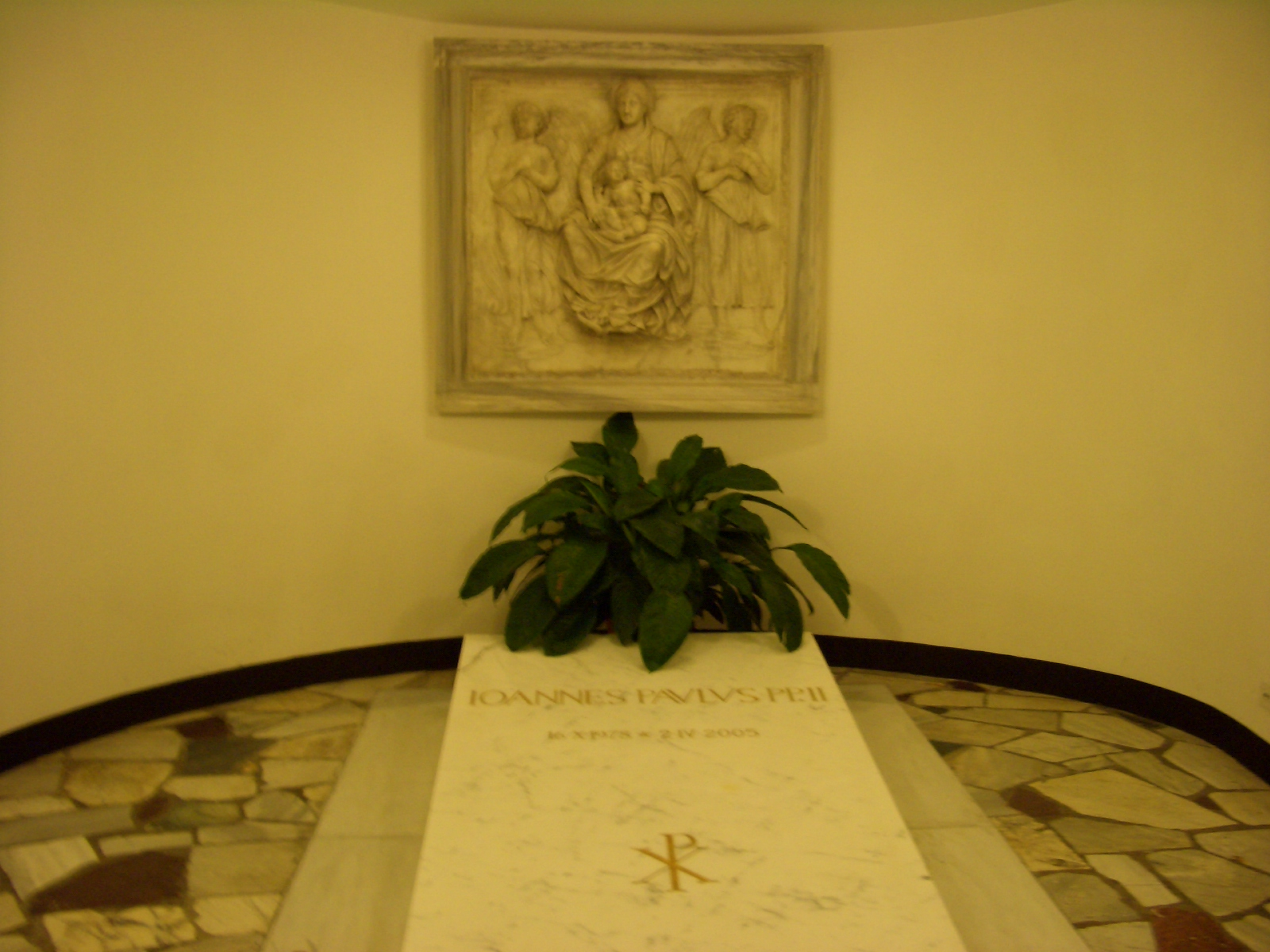
Tomba di Giovanni Paolo II nelle Grotte Vaticane, prima del trasferimento dopo la beatificazione.

Papa Giovanni Paolo II lasciò un testamento olografo, scritto in lingua polacca in periodi di tempo diversi. Esso inizia con una spiegazione delle diverse decisioni del papa per la cessione dei suoi oggetti personali di uso quotidiano; seguono riflessioni su episodi significativi del suo pontificato e chiude con il ricordo delle molte persone conosciute, tra le quali include il rabbino di Roma. Come impostazione generale, il documento ricorda il testamento di papa Paolo VI.
Il testamento fu reso noto dapprima al Collegio dei Cardinali dal camerlengo Eduardo Martínez Somalo; successivamente il decano del collegio cardinalizio Joseph Ratzinger (succeduto a Giovanni Paolo II come papa Benedetto XVI il 19 aprile 2005) lo lesse prima del funerale di papa Giovanni Paolo II. La pubblicazione ufficiale da parte del Vaticano porta la data del 7 aprile 2005.

#### Successione
Subito dopo la morte di papa Giovanni Paolo II è iniziato il periodo di sede vacante e il processo di successione. Il suo "anello piscatorio" e il sigillo sono stati distrutti dal cardinale camerlengo, Eduardo Martínez Somalo, a significare la fine della sua autorità papale. L'appartamento papale e tutto ciò che era sotto la diretta autorità e giurisdizione di Sua Santità è stato sigillato ed è iniziato il cerimoniale di nove giorni di esequie. La salma di Giovanni Paolo II è stata esposta fino al suo funerale che si è tenuto venerdì 8 aprile.

### Beatificazione

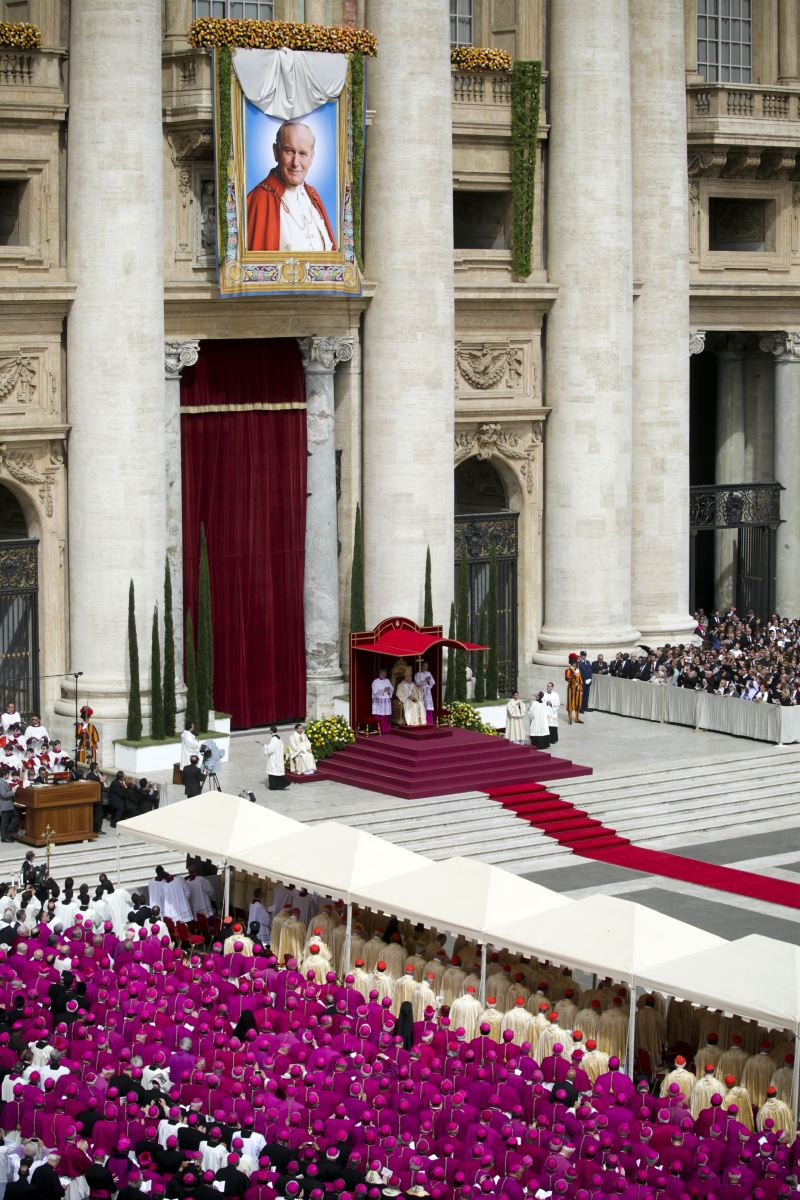
Un momento della beatificazione (1º maggio 2011)

Il 28 aprile successivo alla morte, papa Benedetto XVI ha concesso la dispensa dal tempo di cinque anni di attesa dopo la morte per l'inizio della causa di beatificazione e canonizzazione. La causa è stata aperta ufficialmente il 28 giugno 2005 dal cardinale Camillo Ruini, vicario generale per la diocesi di Roma. Postulatore della causa è stato monsignor Sławomir Oder.
Il 2 aprile 2007, a due anni dalla morte, nella basilica di San Giovanni in Laterano in Roma, il cardinale Camillo Ruini ha dichiarato conclusa la prima fase diocesana del processo di beatificazione di Giovanni Paolo II, consegnando le risultanze alla Congregazione per le Cause dei Santi. Tale atto è avvenuto attraverso un iter giuridico-procedurale durante il quale sono stati letti in latino i verbali per il passaggio dei documenti, i quali riguardano la deposizione di 130 testimoni a favore e contro la beatificazione, nonché le conclusioni di teologi e storici al riguardo.
Al 1º aprile 2009, le segnalazioni di presunti miracoli al vaglio della Congregazione per le Cause dei Santi erano 251. Il 19 dicembre seguente, con un decreto firmato da papa Benedetto XVI che ne attesta le virtù eroiche, è stato proclamato venerabile.
Il 14 gennaio 2011 Benedetto XVI ha promulgato il decreto che attribuisce un miracolo all'intercessione di Giovanni Paolo II. Secondo quanto riportato dal cardinale Angelo Amato, prefetto della Congregazione delle Cause dei Santi, si tratta della guarigione dal morbo di Parkinson (lo stesso di cui ha sofferto Giovanni Paolo II) della religiosa francese suor Marie Simon-Pierre, delle Piccole Suore delle Maternità Cattoliche, nata nel 1961. La malattia le era stata diagnosticata nel 2001. Secondo la testimonianza della religiosa, la guarigione per intercessione del pontefice è avvenuta la sera del 2 giugno 2005, quando aveva 44 anni.

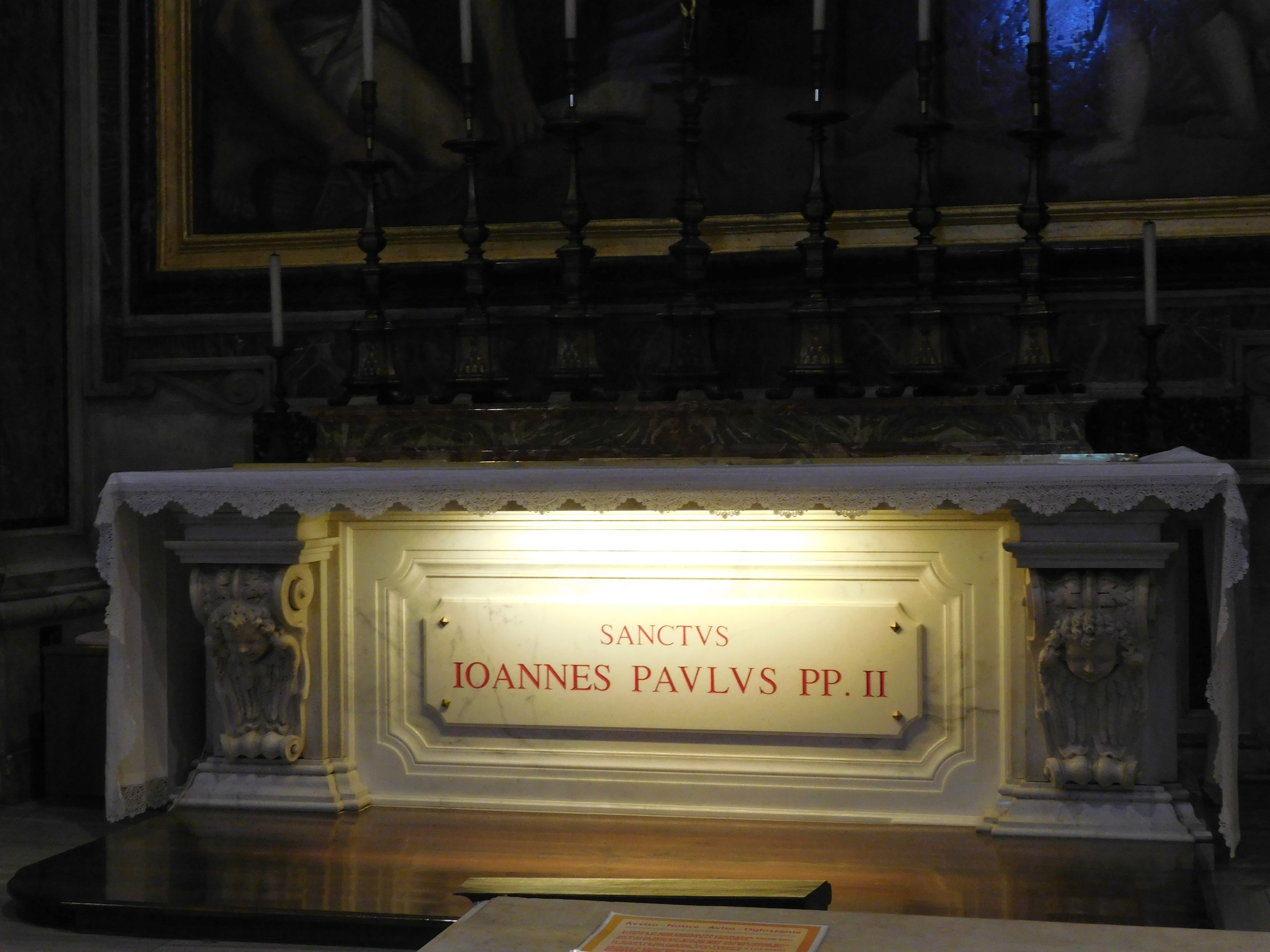
La nuova tomba di Giovanni Paolo II nella cappella di San Sebastiano della Basilica di San Pietro dopo la canonizzazione

La cerimonia di beatificazione ha avuto luogo in piazza San Pietro nella domenica della divina misericordia, il 1º maggio 2011, ed è stata presieduta dal papa suo successore, Benedetto XVI. Alla cerimonia erano presenti circa un milione e mezzo di fedeli, provenienti da tutto il mondo, tra cui moltissimi polacchi. Un lunghissimo applauso ha salutato l'immagine del beato Giovanni Paolo II mentre veniva scoperta dal balcone della Loggia delle benedizioni della basilica vaticana. Circa 90 sono state le delegazioni internazionali che hanno presenziato alla cerimonia. Il feretro del Papa, riesumato per l'occasione (ma mantenuto sigillato) il 29 aprile, dalle Grotte Vaticane è stato nuovamente esposto presso l'altare della Confessione di San Pietro, ricevendo l'omaggio ininterrotto dei pellegrini sino al 2 maggio, quando è stato tumulato, in forma privata, presso la cappella di San Sebastiano nella Basilica Vaticana.

### Canonizzazione

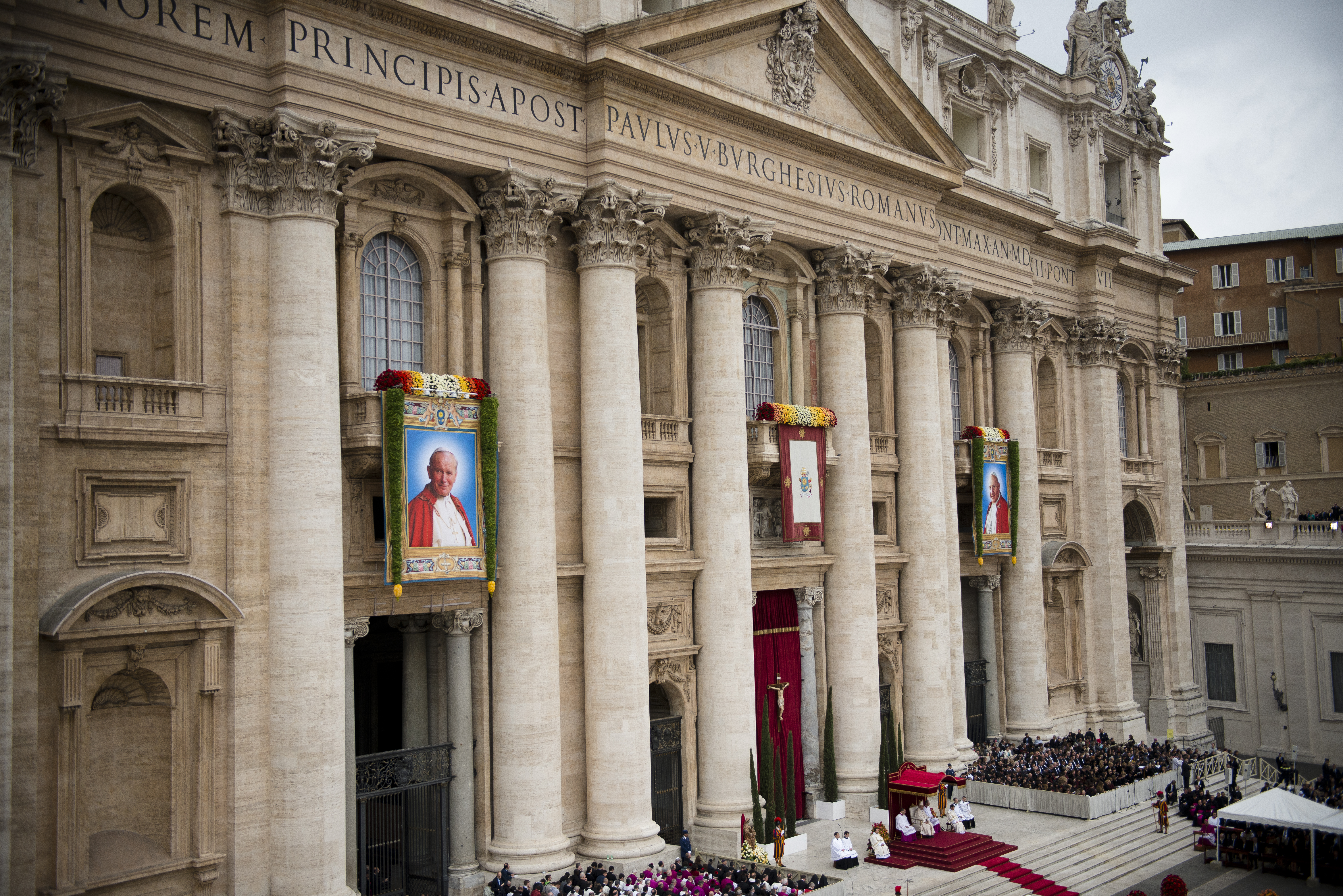
Un momento della canonizzazione (27 aprile 2014)

Giovanni Paolo II è stato canonizzato, insieme a Giovanni XXIII, da papa Francesco, alla presenza anche del papa emerito Benedetto XVI, il 27 aprile 2014, festa della Divina Misericordia (come per la beatificazione).
Alla cerimonia ha partecipato in piazza San Pietro più di un milione di fedeli, per la maggior parte polacchi, mentre sono state stimate in due miliardi le persone pronte a seguire l'evento, trasmesso in mondovisione.
Oltre a maxischermi posti in chiese e piazze in tutto il pianeta, per la prima volta nella storia un evento è stato trasmesso in diretta 3D in più di 500 cinema in 20 Paesi del mondo (in Italia è altresì andato in onda in tale formato sul canale a pagamento Sky 3D). L'evento è anche stato registrato in Ultra HD 4K grazie alla collaborazione tra il Centro Televisivo Vaticano, Sony e Sky Italia.
Ai fini della canonizzazione, per la quale devono essere ufficialmente riconosciuti due miracoli, la Chiesa ha ritenuto miracolosa la guarigione di Floribeth Mora Díaz, una donna nata il 19 giugno 1963 a San José, in Costa Rica. La mattina dell'8 aprile 2011 la donna si era svegliata con un forte mal di testa, a seguito del quale era stata sottoposta a un'angiografia, che aveva rivelato la rottura di un aneurisma cerebrale con conseguente emorragia subaracnoidea, non operabile nelle strutture mediche locali.
Rimandata a casa senza speranza di guarire, il 1º maggio, mentre seguiva in televisione la cerimonia di beatificazione di Giovanni Paolo II, iniziata quando in Italia erano le 10 ed in Costa Rica le 2, pregò il pontefice scomparso di intercedere per la sua guarigione e poi, dopo aver assistito a tutta la trasmissione, si addormentò. La mattina seguente, dopo il risveglio, riferì di aver sentito interiormente la voce del papa, da poco beato, che la invitava ad alzarsi dal letto: nel fare ciò si accorse che non provava più alcun disturbo. In seguito due risonanze magnetiche, eseguite l'11 novembre 2011 e il 16 maggio 2012, evidenziarono la totale scomparsa dell'aneurisma.

## Concistori per la creazione di nuovi cardinali
Papa Giovanni Paolo II durante il suo pontificato ha creato 231 cardinali nel corso di 9 distinti concistori.

## Beatificazioni e canonizzazioni del pontificato
Giovanni Paolo II durante il suo lungo pontificato ha proclamato ben 482 santi (più di quanti ne proclamarono i pontefici precedenti) e ha beatificato 1 345 servi di Dio.

## Magistero e altri interventi

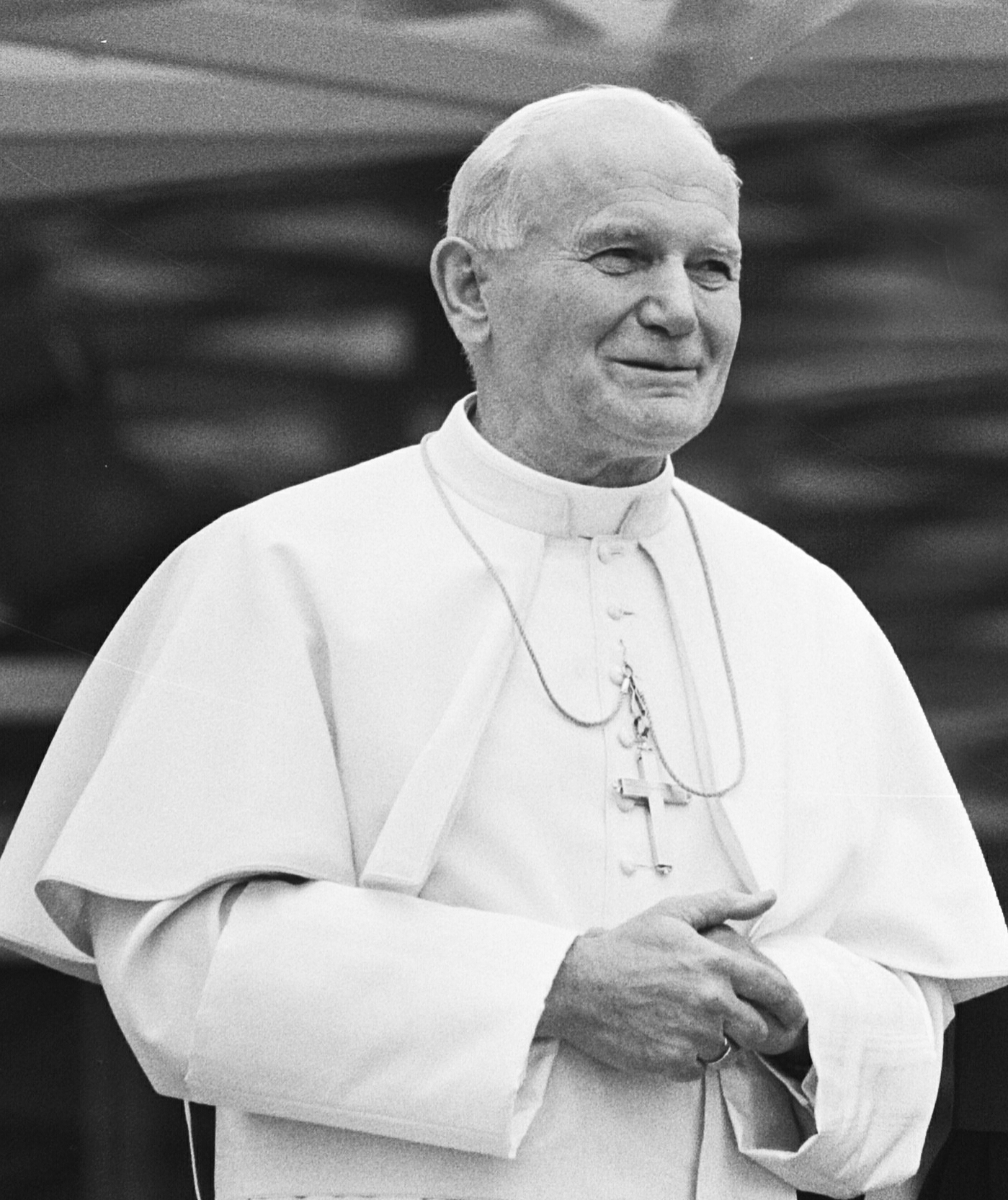
Giovanni Paolo II durante il suo viaggio apostolico nei Paesi Bassi nel 1985

Giovanni Paolo II proseguì l'insegnamento della dottrina cattolica attraverso la redazione di una serie di scritti teologici, che ebbero forte eco all'interno della Chiesa e, spesso, anche al suo esterno.
Un grande risultato di Giovanni Paolo II fu la pubblicazione del Catechismo della Chiesa cattolica, che diede alla Chiesa cattolica un catechismo molto più aggiornato. Le sue prime encicliche si soffermarono sul Dio «Uno e Trino»: la prima di esse, Redemptor Hominis (1979), riguarda la figura di Gesù; la seconda, Dives in Misericordia (1980), parla di Dio; nel 1985 completò la trilogia, con la Dominum et Vivificantem, sullo Spirito Santo che «è Signore e dà la vita». Giovanni Paolo II mantenne questa focalizzazione su Dio durante tutto il pontificato.
Nella sua visione per il nuovo millennio, contenuta nella Lettera Apostolica Novo Millennio Ineunte del 6 gennaio 2001, un «programma per ogni tempo», enfatizzò l'importanza di «ripartire da Cristo»: «No, non una formula ci salverà, ma una Persona».
La prima priorità per la Chiesa è la santità: «Tutti i fedeli di qualsiasi stato o grado sono chiamati alla pienezza della vita cristiana». Inoltre, «per questa pedagogia della santità c'è bisogno di un cristianesimo che si distingua innanzitutto nell'"arte della preghiera"». La sua ultima enciclica, Ecclesia de Eucharistia (2003) è sull'eucaristia, che Wojtyła afferma «contenere l'intera ricchezza spirituale della Chiesa: Cristo stesso», enfatizzando il bisogno di «rinnovare la meraviglia» sull'eucaristia e «contemplare il volto di Cristo». Altri documenti importanti del suo pontificato sono stati la Laborem Exercens (1981) e la Centesimus Annus (1991) sui temi del lavoro, la Evangelium Vitae (1995) sull'inviolabilità della vita, la Fides et Ratio (1998) sui rapporti tra fede e ragione, e la Veritatis Splendor (1993), sulla morale cattolica.
Diversi personaggi hanno criticato Giovanni Paolo II, adducendo che egli abbia bloccato gli sforzi progressisti seguiti al Concilio Vaticano II, diventando un simbolo del lato conservatore della Chiesa cattolica. La sua opposizione a metodi contraccettivi, aborto e omosessualità è stata fervente e continua; un punto molto controverso del suo papato fu la lettera del 1º ottobre 1986 a tutti i vescovi in cui descriveva l'omosessualità come una «tendenza verso un male morale intrinseco» e «un disordine oggettivo». Nel suo libro Memoria e identità afferma che la spinta per il matrimonio gay potrebbe essere parte di «una nuova ideologia del male [...] che tenta di minare i diritti umani, contro la famiglia e le persone».

### Il tema della «cultura della morte»
Il 10 gennaio 2005, durante il messaggio ai diplomatici presso la Santa Sede, antepose a tutti i problemi dell'umanità, compresa la fame, il tema della «sfida della vita» contro quella che definì come «cultura della morte», rappresentata da aborto, fecondazione artificiale, clonazione, eutanasia, unioni civili, pena di morte e matrimoni omosessuali, dichiarando che «lo Stato ha come suo compito primario proprio la tutela e la promozione della vita umana». Il tema della «cultura della morte» e la condanna di essa ricorre in numerosi pronunciamenti di Giovanni Paolo II.

### Aborto
La sua dottrina ha difeso fortemente la vita umana dal concepimento fino alla morte naturale. Questa posizione è stata per qualcuno di stampo conservatore, mentre altri l'hanno considerata un baluardo nella difesa dei più deboli e della vita. Nell'enciclica Evangelium vitae del 25 marzo 1995 definì «democrazie totalitarie» gli Stati democratici che consentono l'interruzione volontaria di gravidanza.
Riteneva infatti che nel momento in cui «un parlamento autorizza l’interruzione della gravidanza […], commette un grave sopruso nei confronti di un essere umano innocente e privo, oltre tutto, di qualsiasi capacità di autodifesa».

### Omosessualità
Nel 1986, durante il suo pontificato, la Congregazione per la dottrina della fede emana un documento intitolato Cura pastorale delle persone omosessuali (De pastorali personarum homosexualium cura), che afferma:
Il documento porta la firma dell'allora prefetto della Congregazione, il cardinale Joseph Ratzinger.
Il giorno dopo la parata del Pride tenutasi a Roma nel 2000, contemporaneamente al Giubileo, durante l'Angelus espresse dalla finestra di piazza San Pietro «amarezza per l'affronto recato al grande Giubileo dell'anno Duemila e per l'offesa ai valori cristiani di una città che è tanto cara al cuore dei cattolici di tutto il mondo».
Il 25 gennaio 2003 con un decreto della Congregazione per la dottrina della fede ordina la dimissione dallo stato clericale di Franco Barbero, della Comunità ecclesiale di base di Pinerolo che aveva simbolicamente benedetto alcuni matrimoni omosessuali.

### Ordinazione femminile

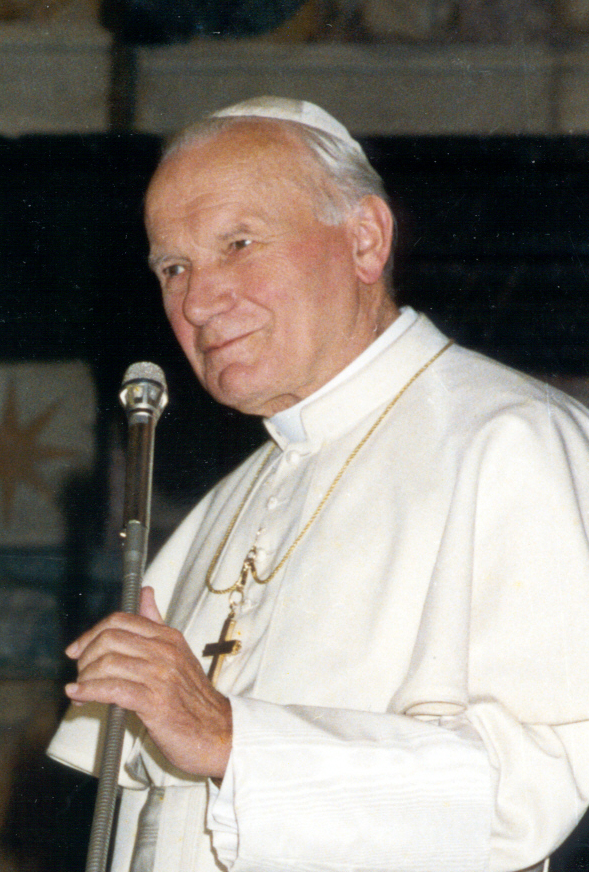
Papa Giovanni Paolo II nel 1991

Giovanni Paolo II si è espresso contro l'ordinazione al sacerdozio di donne. Nel 1979, in risposta a una rappresentante delle suore degli Stati Uniti, disse:
(Discorso del Santo Padre Giovanni Paolo II alle religiose di Washington)
Tale posizione fu ribadita con la lettera apostolica Mulieris dignitatem.
il 15 agosto 1988 e successivamente il 22 maggio 1994 nella lettera apostolica Ordinatio sacerdotalis:
(Ordinatio Sacerdotalis, 3)
Sull'ipotesi che per tale pronunciamento si fosse avvalso dell'infallibilità papale, intervenne dapprima la Congregazione per la dottrina della fede, con il suo Responsum in data 28 ottobre 1995, a firma dell'allora prefetto, cardinale Joseph Ratzinger. In questo documento si afferma che la suddetta dottrina «proposta infallibilmente dal magistero ordinario e universale», è proposta dalla Lettera Apostolica Ordinatio Sacerdotalis con una dichiarazione formale e deve essere considerata come appartenente al deposito della fede. In seguito lo stesso Giovanni Paolo II, nel discorso ai vescovi tedeschi del 20 novembre 1999 (n. 10), affermò: «l'insegnamento sul sacerdozio riservato agli uomini riveste il carattere di quella infallibilità che è legata al Magistero ordinario e universale della Chiesa».

### Celibato del clero
Come papa Paolo VI, anche Giovanni Paolo II intervenne più volte in difesa del celibato ecclesiastico nella Chiesa latina, dichiarando che mantenerlo sarebbe stato positiva soluzione al calo delle vocazioni. Tra i motivi elencati in favore del celibato ecclesiastico, Giovanni Paolo II citò il maggior tempo da dedicare alla parrocchia/comunità e il fatto che i sacerdoti non debbano pensare ai beni terreni.

### Divorzio
Ha confermato la posizione della Chiesa contraria all'ammissione di cattolici divorziati risposati o conviventi con altri, al sacramento dell'eucaristia nell'esortazione apostolica Familiaris consortio del 22 novembre 1982. Il 22 novembre 2001 ha nuovamente espresso tale posizione ai presuli dell'Oceania, dopo che erano stati sollevati dei dubbi durante il Sinodo per l'Oceania tenutosi a Roma nel 1998 e nell'enciclica Ecclesia de Eucharistia del 2003.

### Ecologia
Ha dedicato particolare attenzione al tema dell'ecologia, ponendo più volte l'accento sulla necessità di salvaguardare l'ambiente e richiamando l'uomo ad essere l'artefice e il collaboratore di Dio in questo compito.
(Centesimus Annus, 37)

### L'anima degli animali
Papa Giovanni Paolo II è stato il primo pontefice conosciuto a dichiarare di ritenere gli animali, sotto il profilo ultraterreno, possessori di una sorta di "anima", una scintilla vitale.

### Testo del catechismo
Il 15 agosto 1997, con la lettera apostolica Laetamur Magnopere, approvò e promulgò in modo ufficiale il Catechismo della Chiesa cattolica, che è stato accolto con diverso umore dai vari ambienti cattolici.
Uno dei temi più controversi riguardava la pena di morte. Pur essendovi una decisa condanna della pena di morte, questa condanna non è totale. Una successiva riscrittura ha eliminato molti dubbi, coniugando il rispetto della dottrina precedente (nello Stato Pontificio si praticava la pena di morte, così come in quasi tutti gli Stati dell'epoca) con l'affermazione secondo cui al giorno d'oggi i casi in cui tale pena è lecita sono praticamente inesistenti.
Nella versione passata, il Catechismo scriveva (art. 2267):
(Evangelium vitae, n. 56)

### Liturgia

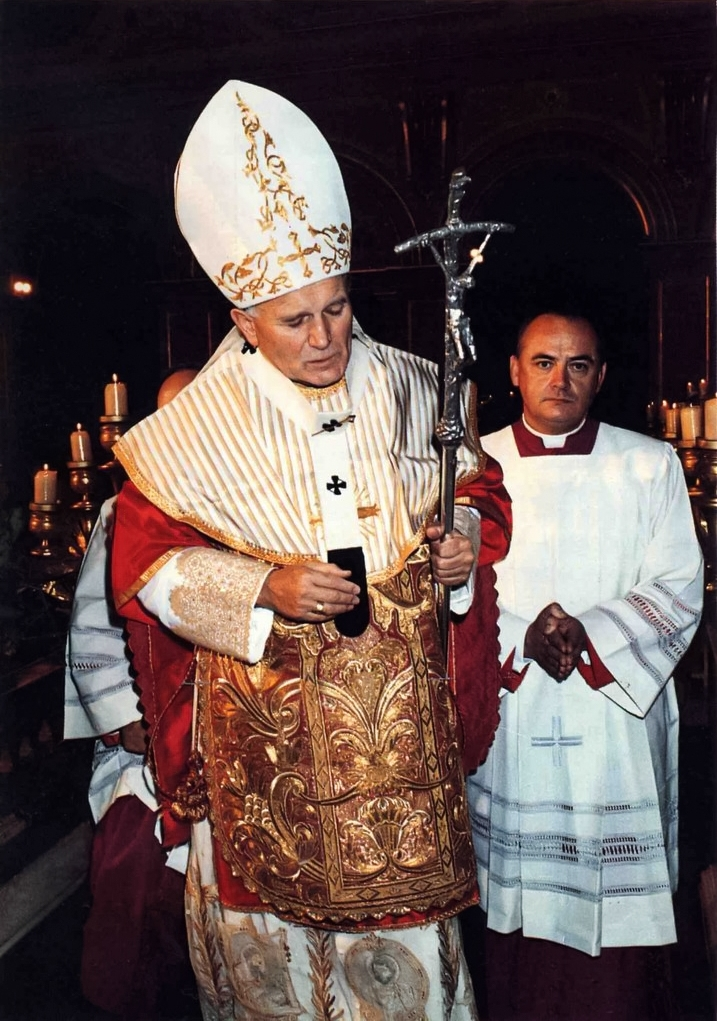
Giovanni Paolo II col fanone papale, il 22 novembre 1984 a Santa Cecilia in Trastevere. Si trattò dell'unica occasione in cui indossò tale paramento

Si è espresso contro le sperimentazioni nella liturgia, in un chirografo del 22 novembre 2003 dichiarò che «il sacro ambito della celebrazione liturgica non deve mai diventare laboratorio di sperimentazioni o di pratiche compositive ed esecutive introdotte senza un'attenta verifica», posizione ripetuta nella lettera apostolica Spiritus et Sponsa del 4 dicembre in occasione del quarantesimo anniversario della costituzione sulla liturgia del Concilio Vaticano II.
In precedenza, il 24 maggio il cardinale Darío Castrillón Hoyos aveva celebrato a nome del Papa una messa tridentina nella basilica di Santa Maria Maggiore in Roma.

### L'incontro con padre Pio
Desideroso di conoscere padre Pio da Pietrelcina, nell'anno 1947 Wojtyła partì per il Gargano con un seminarista suo connazionale e si trattenne qualche giorno nel paese in cui viveva padre Pio. Le cronache registrano che ebbe vari incontri con il frate e che andò a confessarsi da lui. Nel novembre 1962 quando Wojtyła, già vescovo, era di nuovo a Roma per il Concilio, inviò una lettera a padre Pio chiedendogli l'intercessione per la salute di una sua amica affetta da una grave neoplasia. La signora guarì, a detta dei medici stessi, in modo prodigioso. Il carteggio epistolare di tale evento (che comprende anche una lettera di ringraziamento spedita 11 giorni dopo la prima) è conservato come testimonianza.
Wojtyła dimostrò sempre grande considerazione per il frate di Pietrelcina e fu proprio durante il suo pontificato che Pio fu prima beatificato (2 maggio 1999) e poi canonizzato (16 giugno 2002).

## Viaggi apostolici, visite pastorali e uscite segrete

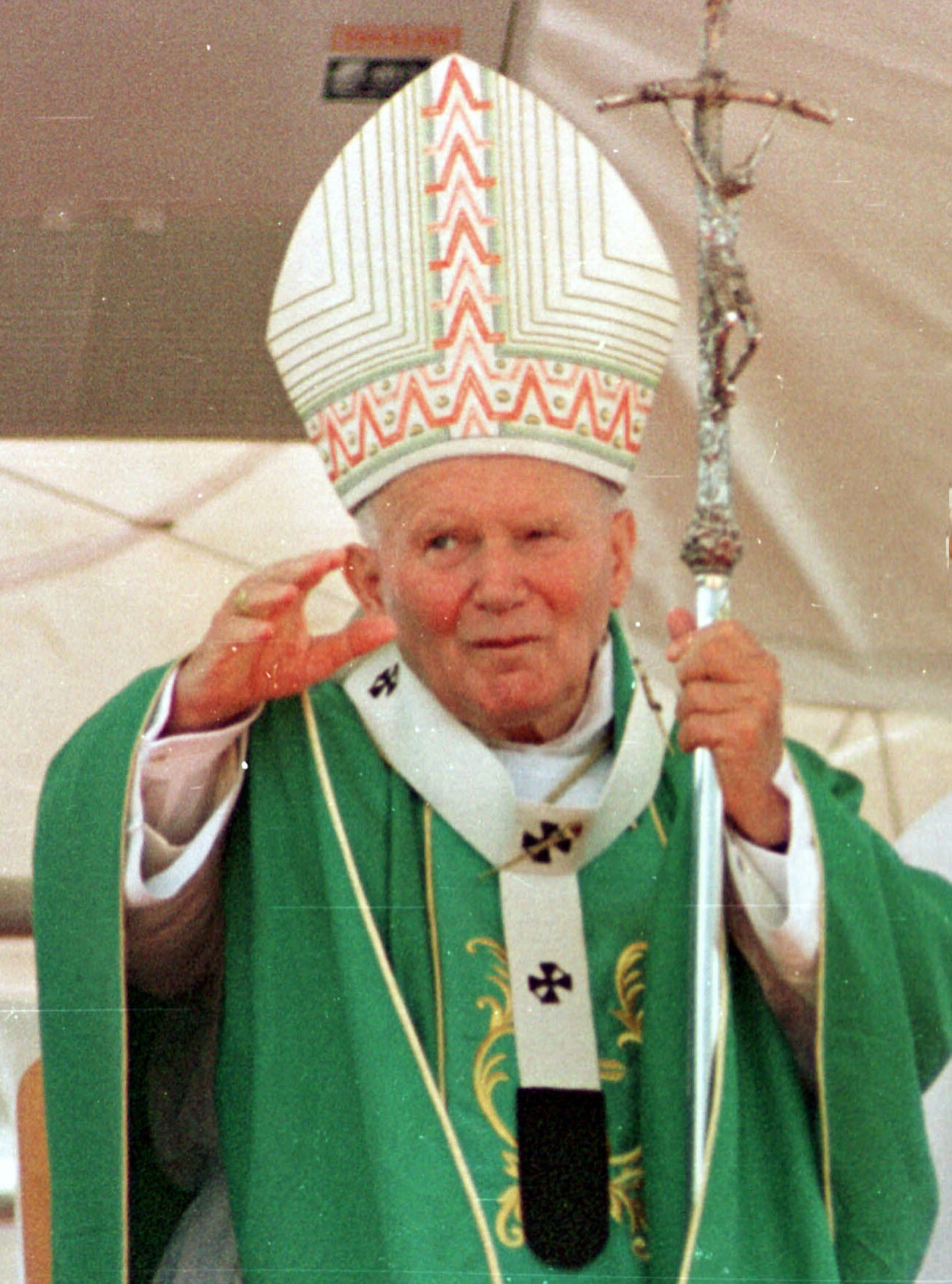
Giovanni Paolo II in Brasile nel 1997

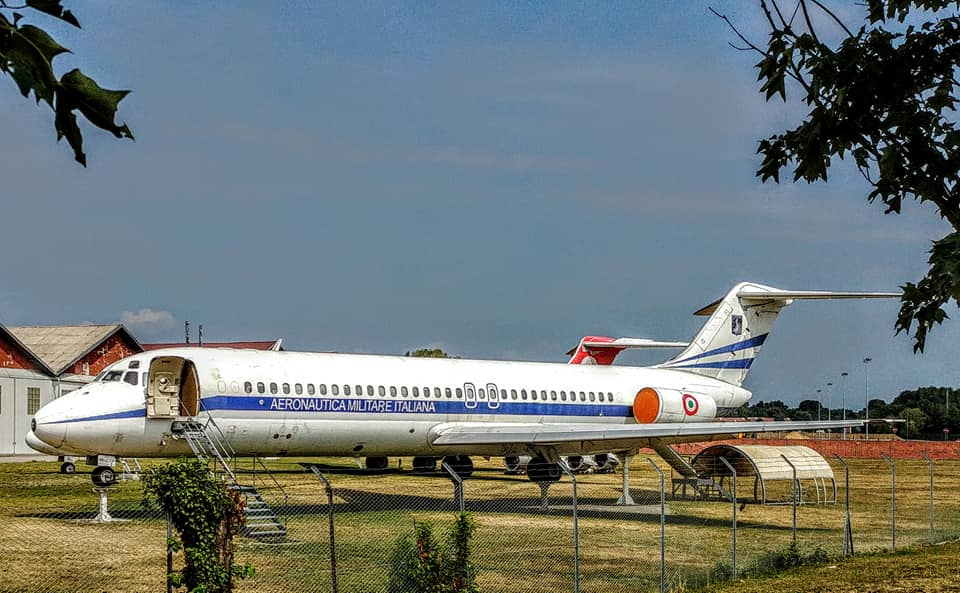
Il Douglas DC-9 dell’aeronautica militare italiana, in uso presso la presidenza della Repubblica e sovente utilizzato da Giovanni Paolo II per i suoi viaggi, conservato a Volandia

Durante il suo pontificato, Giovanni Paolo II ha viaggiato più di tutti i precedenti papi messi assieme, compiendo più di 170 visite in 129 Paesi e per questo, fu insignito del riconoscimento di Globetrotter onorario dopo l'udienza del novembre 2000 quando ricevette gli Harlem Globetrotters.
Mentre alcune delle mete dei suoi pellegrinaggi (come gli Stati Uniti e la Terra santa) erano già stati visitati dal predecessore Paolo VI (soprannominato a volte «il Papa pellegrino»), molti altri Paesi non erano mai stati visitati in precedenza da alcun altro pontefice.
Oltre ai viaggi ufficiali, inoltre, sono state annotate più di un centinaio di uscite segrete dal Vaticano, fatte dal pontefice per trascorrere momenti di vacanza; frequenti soprattutto furono le visite sui vicini monti dell'Abruzzo, dove, come il suo segretario dichiara, «era come se riprendesse le forze».

## Relazioni con le altre religioni
Papa Giovanni Paolo II è entrato in contatto con molte diverse fedi, senza mai cessare di ricercare con esse un terreno comune, etico, dottrinale o dogmatico. Ha stabilito contatti con Israele, pregando a Gerusalemme presso il Muro del pianto; inoltre è stato il primo pontefice romano dopo san Pietro a pregare in una sinagoga visitando il 13 aprile 1986 la sinagoga di Roma. Il Dalai Lama, guida spirituale del Buddhismo tibetano, ha avuto otto incontri con Giovanni Paolo II, più di ogni altro singolo dignitario, trovandosi spesso di comune opinione.
Il 27 ottobre 1986 si è svolta ad Assisi una giornata di incontro tra le grandi religioni, indetta da Giovanni Paolo II che diede inizio allo spirito di Assisi. In tale circostanza, le differenti religioni «si sono dichiarate concordi nel riconoscere che, per diverso che sia il nome di Dio da esse invocato, la ricerca della pace per le vie della nonviolenza è la pietra di paragone dell'obbedienza alla sua volontà».

### Relazioni con il popolo ebraico
Giovanni Paolo II ha scritto e parlato molto sull'argomento delle relazioni della Chiesa con gli ebrei, e ha reso omaggio alle vittime dell'Olocausto in molte nazioni. È stato il primo papa ad aver visitato il campo di concentramento di Auschwitz in Polonia, nel 1979. Uno dei pochi papi a essere cresciuto in un clima di fiorente cultura ebraica, che era tra le componenti chiave della Cracovia dell'epoca pre-bellica, il suo interesse per la cultura ebraica risaliva alla prima gioventù.

Papa Giovanni Paolo II nella Sinagoga di Roma, 13 aprile 1986

Nel marzo 2000, papa Giovanni Paolo II si recò nel memoriale dell'Olocausto di Yad Vashem in Israele e toccò il Muro Occidentale di Gerusalemme (Muro del Pianto), uno dei luoghi più sacri del popolo ebraico, promuovendo la riconciliazione tra cristiani ed ebrei.
La Lega Anti-Diffamazione ha dichiarato nel 2003: «La Lega Anti-Diffamazione si congratula con papa Giovanni Paolo II in occasione del 25º anniversario del suo pontificato. Il suo profondo impegno nella riconciliazione tra la Chiesa cattolica ed il popolo ebraico è stato fondamentale per il suo pontificato. Gli ebrei di tutto il mondo sono profondamente grati al Papa. Egli ha sempre difeso il popolo ebraico, come sacerdote nella sua natia Polonia e durante il suo pontificato... Preghiamo che rimanga in salute per molti anni a venire, e che ottenga molto successo nella sua opera santa e che le relazioni tra cattolici ed ebrei continuino a prosperare».
Nel febbraio 2005, l'agenzia Reuters pubblicò estratti dal nuovo libro del pontefice, il suo quinto, Memoria e identità. In esso, il Papa sembra comparare l'aborto all'Olocausto, dicendo: «C'è ancora, tuttavia uno sterminio legale di esseri umani che sono stati concepiti ma non sono ancora nati. E questa volta stiamo parlando di uno sterminio che è stato permesso da, niente di meno, parlamenti scelti democraticamente dove normalmente si sentono appelli per il progresso civile della società e di tutta l'umanità». Un dirigente del Consiglio centrale ebraico tedesco definì il confronto inaccettabile. Il cardinale Joseph Ratzinger, prefetto della Congregazione per la Dottrina della Fede, mise da parte le sue cariche, dicendo che il papa «non stava provando a mettere l'Olocausto e l'aborto sullo stesso piano» ma soltanto stava avvertendo che la malvagità alligna dappertutto, «anche nei sistemi politici liberali».

### Relazioni con le altre Chiese cristiane
Nel 2003, durante la «settimana di preghiera per l'unità dei cristiani» dichiarò che il primato di Pietro è il garante dell'unità dei cristiani; nell'enciclica Ecclesia de Eucharistia ha riaffermato la dottrina della transustanziazione stabilita nel concilio di Trento vietando la partecipazione di fedeli protestanti alla comunione durante la celebrazione eucaristica e degli stessi cattolici al rito della cena delle Chiese riformate.

#### Relazioni con la Chiesa ortodossa

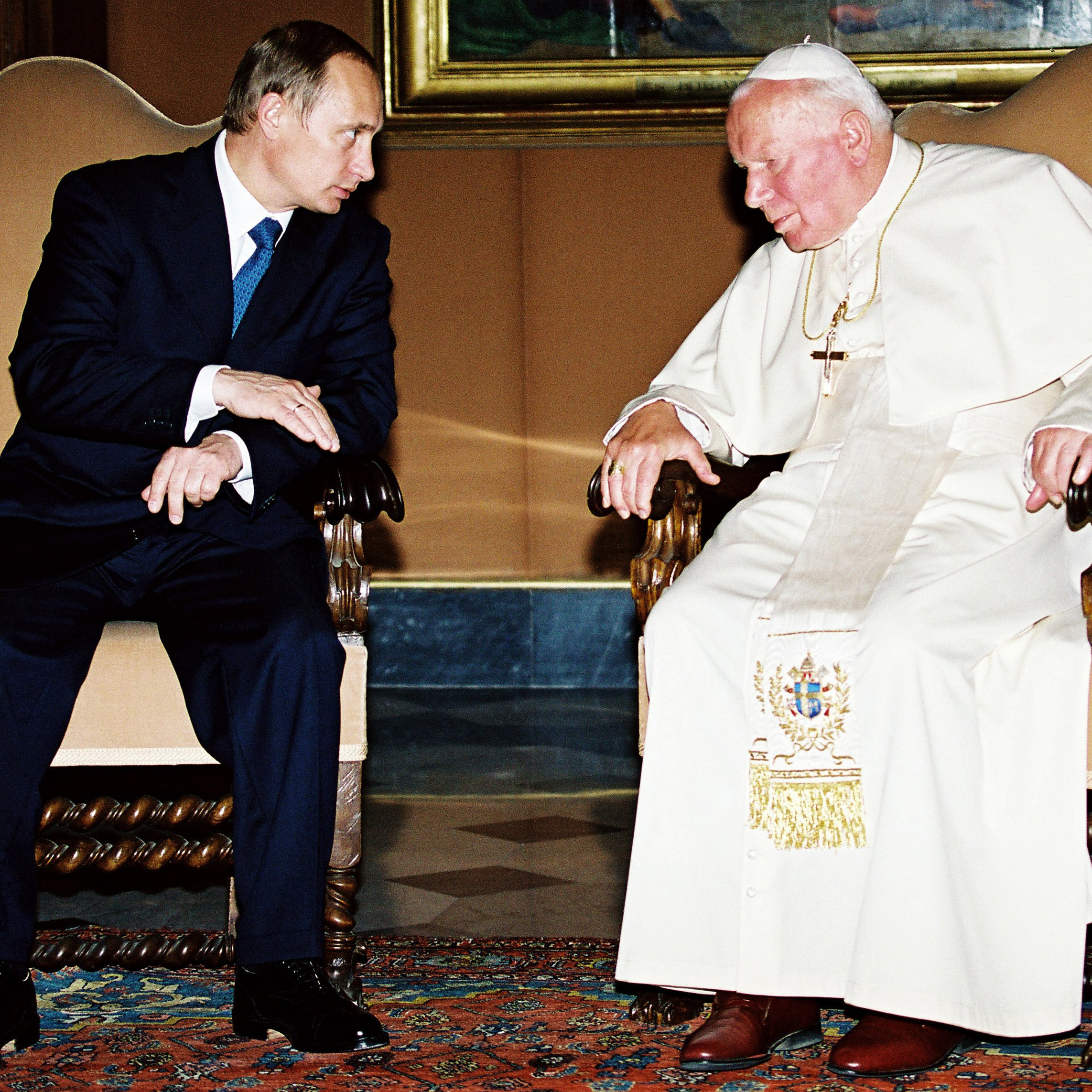
Papa Giovanni Paolo II incontra Vladimir Putin nel 2000

Nel novembre 1979 la visita di Giovanni Paolo II a Costantinopoli per la festa di S. Andrea. Con l'occasione fu istituita la Commissione teologica mista. Il patriarca Demetrio I restituì poi la visita nel 1987, ricordando il XVI centenario del concilio di Costantinopoli I e recitando assieme in S. Pietro il Credo niceno-costantinopolitano in greco (cioè senza filioque).
Nel maggio 1999, Giovanni Paolo II visitò la Romania. Era la prima volta che un papa visitava una nazione principalmente cristiana ortodossa dopo il Grande Scisma, che aveva visto la rottura tra le due parti della chiesa indivisa nel 1054. La visita nasceva in accoglimento di un invito rivolto da Teotisto, patriarca e capo spirituale della Chiesa ortodossa rumena. All'arrivo, il papa fu accolto dal patriarca e dal capo di Stato romeno, allora Emil Constantinescu. Il Patriarca sottolineò che «il secondo millennio della storia cristiana era cominciato con una dolorosa ferita all'unità della Chiesa; la fine di quel millennio assisteva a un concreto sforzo per ripristinare la cristiana unità».
Domenica 9 maggio il Papa e il Patriarca assistettero ciascuno a una celebrazione condotta dall'altro (una liturgia ortodossa e una messa cattolica, rispettivamente). Una folla di migliaia di persone si radunò ad assistere alle celebrazioni, tenute all'aperto. Il Papa disse alla folla «Sono qui tra di voi spinto soltanto dal desiderio di autentica unità. Non molto tempo fa era impensabile che il Vescovo di Roma potesse visitare i suoi fratelli e sorelle di fede che vivono in Romania. Oggi, dopo un lungo inverno di sofferenza e persecuzione, possiamo infine scambiarci il bacio della pace e lodare insieme il Signore». Una larga parte della popolazione ortodossa romena si è mostrata favorevole all'idea della riunificazione cristiana.
Due anni dopo, nel 2001, papa Wojtyła fu il primo pontefice a visitare la Grecia dopo 1291 anni (nel 711 l'ultima visita di papa Costantino per definire l'annosa questione del Concilio quininsesto). La visita non fu serena, il papa fu accolto da manifestazioni ostili e fu snobbato dai vertici della Chiesa ortodossa, che non inviò nessun suo esponente ad accoglierlo all'arrivo. Ad Atene il Papa si incontrò con l'arcivescovo Christodoulos, capo della chiesa ortodossa di Grecia. Dopo un incontro privato di 30 minuti, i due parlarono pubblicamente. Christodoulos lesse una lista di «13 offese» della Chiesa cattolica romana nei confronti della Chiesa ortodossa dai tempi del Grande Scisma, inclusi il sacco di Costantinopoli per opera dei crociati nel 1204, e lamentò la mancanza di qualsiasi scusa da parte della Chiesa cattolica, affermando: «Fino ad ora non si è udita una sola richiesta di perdono» per i «furiosi crociati del XIII secolo».
Wojtyła rispose dicendo: «Per le occasioni passate e le presenti, qualora i figli e le figlie della Chiesa cattolica abbiano peccato in azioni od omissioni contro i loro fratelli e sorelle ortodossi, che il Signore ci accordi il perdono», al che Christodoulos immediatamente applaudì. Giovanni Paolo II aggiunse che il saccheggio di Costantinopoli era una fonte di «profondo rincrescimento» per i cattolici.
In seguito, Wojtyła e Christodoulos s'incontrarono in un luogo dove san Paolo aveva una volta predicato ai cristiani ateniesi. Essi resero pubblica una dichiarazione comune che diceva: «Condanniamo ogni ricorso alla violenza, proselitismo e fanatismo nel nome della religione […] Noi faremo tutto ciò che è in nostro potere perché le radici cristiane dell'Europa e la sua anima cristiana siano preservate»; quindi recitarono il Padre Nostro insieme, rompendo il tabù ortodosso contrario alla preghiera coi cattolici.
Durante la visita, tuttavia, il Papa evitò ogni accenno a Cipro, ancora fonte di tensione tra le due fedi. Giovanni Paolo II visitò altre aree a maggioranza religiosa ortodossa, come l'Ucraina, pur non venendo sempre accolto calorosamente, e affermò che la fine dello Scisma sarebbe stato uno dei suoi desideri più profondi.
Nell'enciclica Fides et Ratio del 14 settembre 1998, rivolta ai vescovi della Chiesa cattolica circa i rapporti tra fede e ragione, definì «significativo» il cammino di «ricerca filosofica», accanto ad alcuni autori occidentali, condotto dai pensatori religiosi russi V.L. Losskij e P.J. Čaadaev, P.A. Florenskij, V.L. Solov'ëv.

### Domande di perdono
Giovanni Paolo II espresse pubblicamente più volte richieste di perdono per quelli che considerava come i peccati commessi da cattolici durante i secoli. Di seguito sono elencate alcune delle occasioni:
- Il 31 ottobre 1992 per la persecuzione dello scienziato italiano Galileo Galilei e il processo che seguì nel 1633.
- Il 9 agosto 1993 per il coinvolgimento di cattolici nella tratta degli schiavi africani.
- Il 21 maggio 1995 a Olomouc nella Repubblica Ceca, a nome della Chiesa di Roma chiede perdono per i torti inflitti ai non cattolici e nel contempo assicura il perdono della Chiesa cattolica per le sofferenze che i suoi figli hanno patito. Al suo ritorno nella Repubblica Ceca, richiama esplicitamente tale discorso il 27 aprile 1997.[103]
- Il 10 luglio 1995 inviò una lettera destinata «ad ogni donna» in cui sottolineava gli «enormi condizionamenti che, in tutti i tempi e in ogni latitudine, hanno reso difficile il cammino della donna, misconosciuta nella sua dignità, travisata nelle sue prerogative, non di rado emarginata e persino ridotta in servitù».[104]
- Il 29 novembre 1998 con la bolla di indizione dell'Anno Santo del Giubileo del 2000 Incarnationis mysterium.[105]
- Il 18 dicembre 1999 per l'esecuzione di Jan Hus nel 1415.
- Durante una solenne celebrazione in Vaticano il 12 marzo 2000, chiese perdono per i peccati commessi in ogni epoca dai cattolici che violarono «i diritti di gruppi etnici e intere popolazioni, e dimostrarono disprezzo per le loro culture e tradizioni religiose.»
- Il 4 marzo 2001 si scusò con il Patriarca di Costantinopoli per i peccati commessi dai crociati in occasione della Quarta crociata, che nel 1204 si mosse contro Costantinopoli invece che verso la Terrasanta.
- Il 21 novembre 2001 chiese scusa, via Internet, per gli abusi commessi dai missionari nel passato contro le popolazioni indigene del Pacifico meridionale.

Riguardo alle crociate, molti storici e critici hanno interpretato in vario modo le parole di Giovanni Paolo II. Alcuni sono propensi nel credere che il Papa intendesse fare una pubblica accusa a queste campagne militari mentre altri, come Thomas F. Madden, ritengono che il pontefice abbia solo criticato alcune malefatte di crociati durante queste, senza rivolgersi alle crociate stesse o ai loro risultati e creando così un parallelismo con le parole espresse da papa Innocenzo III.

### L'apostolato internazionale e l'universalità del messaggio
Il papato di Wojtyła si è caratterizzato per il grande impegno profuso per diffondere il Cattolicesimo nel mondo. Ha viaggiato in ogni angolo della Terra, e ha viaggiato in modo più "politico" rispetto ai predecessori. Ma soprattutto è possibile notare il cambiamento di rotta rispetto ai precedenti papati nel dato dei 500 santi e 1 350 beati proclamati, a fronte di 296 santi e 1 319 beati da parte di 33 papi precedenti. In particolare, notevole la differenza è con alcuni degli ultimi papi come Pio X (1903-14, 4 santi), Benedetto XV (1914-22, 3 santi), Giovanni XXIII (1958-63, 10 santi). Inoltre, è da tenere in conto la variegatissima composizione di provenienze dai nuovi santi, a differenza dell'estrema omogeneità dei precedenti.
Anche uno dei temi chiave del pontificato di Giovanni Paolo II, la pubblicizzazione e la rilevanza data ai Segreti di Fátima, è leggibile come un tentativo di riportare la fede in una sfera maggiormente mistica. Scelte di questo tipo sono legate all'obiettivo di "parlare al cuore" dei fedeli, a differenza di orientamenti che mirano a "secolarizzare" in parte la Chiesa, mostrando cautela verso miracoli ed eccessive concessioni a sentimenti religiosi popolari.
Anche l'ottimo rapporto con i mezzi di comunicazione, e l'immagine "giovane" che Wojtyła ha creato di sé, è considerabile utile al fine di avvicinare alla Chiesa cattolica persone, e in particolare giovani, di tutto il mondo.

## Posizioni sociali e politiche

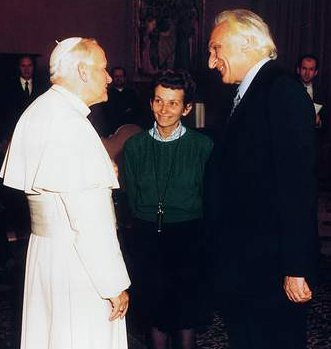
Giovanni Paolo II con Marco Pannella ed Emma Bonino

Wojtyła è stato considerato un conservatore sulla dottrina della Chiesa cattolica in relazione alla riproduzione e all'ordinazione sacerdotale femminile. I suoi scritti sulla sessualità umana, raccolti ne La Teologia del Corpo, sono un'estesa meditazione sulla natura dei sessi e le risultanti implicazioni su sessualità e amore e diversi critici li considerano un significativo sviluppo dell'insegnamento sessuale della Chiesa, che ha origine con il Cantico dei cantici e con l'insegnamento sui Sacramenti.
Riguardo all'aborto, scrisse: «C'è ancora, tuttavia, una strage legalizzata di esseri umani che sono stati concepiti, ma non sono nati. E questa volta stiamo parlando di una strage che è stata permessa nientemeno che da parlamenti democraticamente eletti, dove normalmente si ascoltano appelli per il progresso civile della società e di tutta l'umanità.»
Sono note le sue critiche nei confronti della Teologia della liberazione, la quale avrebbe calcato troppo la mano sulla liberazione politica a discapito della liberazione spirituale. La sua azione a contrasto di questa dottrina, in Sud America, fu massimamente energica: richiamò ripetutamente il clero locale per la sua partecipazione diretta a governi comunisti, promosse a cardinali molti sacerdoti di opposta posizione politica (anche quando erano accusati di essere conniventi con regimi dittatoriali di destra), non risparmiò durissime critiche e forti ammonimenti in tutti i suoi viaggi nel continente.
Il 9 maggio 1993, un anno dopo le stragi che uccisero i giudici Giovanni Falcone e Paolo Borsellino, nella Valle dei templi, prese una posizione durissima contro la mafia. Si rivolse, quasi urlando, ai responsabili intimando loro di convertirsi e non solo di pentirsi (mettendoli così di fatto fuori dalla Chiesa) con parole forti: «Una volta verrà il giudizio di Dio!». Questa posizione provocò la reazione dei boss di Cosa nostra (risentiti – a detta del pentito Francesco Marino Mannoia – «soprattutto perché portavano i loro soldi in Vaticano»), i quali ordinarono i due attentati alle chiese di Roma, rispettivamente alla basilica di San Giovanni in Laterano e alla chiesa di San Giorgio al Velabro, nella notte fra il 27 e il 28 luglio 1993.
Nell'enciclica Evangelium Vitae del 1995 riaffermò l'alto valore che ha per la Chiesa la vita umana. In essa ha inoltre esteso la condanna dell'aborto, dell'eutanasia e della pena capitale (questa ultima "se non in rarissimi casi di assoluta necessità"), chiamandole tutte insieme parte della «cultura della morte» di cui sarebbe pervaso il mondo moderno.
Le sue posizioni sulla guerra, la pena capitale, la cancellazione del debito dei Paesi poveri, e i temi sulla povertà sono stati considerati politicamente liberali, dimostrando secondo alcuni che etichette politiche come «conservatore» e «liberale» non possono essere facilmente assegnate ai leader religiosi.

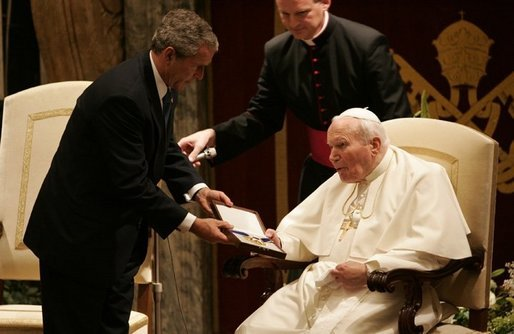
George W. Bush consegna a Giovanni Paolo II la medaglia presidenziale della libertà nel 2004

Papa Wojtyła, che aveva iniziato il suo pontificato quando la Polonia si trovava ancora nella sfera d'influenza sovietica, come pure il resto dell'Europa dell'Est, è stato un aspro critico del socialismo reale e ha offerto supporto, anche finanziario, a movimenti anticomunisti come il sindacato polacco Solidarność di Lech Wałęsa, nonché organizzazioni in America centrale e meridionale quali i Contras nicaraguensi. Il leader sovietico Michail Gorbačëv disse una volta che il crollo della Cortina di ferro sarebbe stato impossibile senza Giovanni Paolo II. Questo punto di vista è condiviso da molti negli Stati ex sovietici, che lo vedono, insieme al presidente statunitense Ronald Reagan, come uno degli artefici della dissoluzione dell'Unione Sovietica. In anni successivi, il Papa si mostrò assai critico anche verso gli eccessi del capitalismo.
Nel 2000 firmò pubblicamente la campagna del Giubileo 2000 sulla cancellazione del debito africano, assieme alle star irlandesi del rock Bob Geldof e Bono.
Il 14 novembre 2002, Giovanni Paolo II, in occasione della prima visita di un pontefice al Parlamento italiano riunito in seduta comune nell'aula di Montecitorio, non mancò di prendere una chiara posizione in merito all'eventualità di un indulto per alleggerire la congestionata situazione delle carceri italiane. «Un segno di clemenza verso di loro [i detenuti] mediante una riduzione della pena costituirebbe una chiara manifestazione di sensibilità, che non mancherebbe di stimolarne l'impegno di personale recupero in vista di un positivo reinserimento nella società». A seguito di queste dichiarazioni, il Parlamento approvò nell'estate 2003 il cosiddetto "indultino" che prevedeva alcuni limitati benefici di sconto di pena. L'appello, che venne poi ripreso da una maggioranza trasversale di forze politiche, avrebbe portato al provvedimento d'indulto del 2006 dedicato dal ministro della giustizia Clemente Mastella proprio al pontefice. "L'impegno di personale ricupero in vista di un positivo reinserimento nella società" si sarebbe però risolto in un aumento della criminalità.
Nel 2003, Giovanni Paolo II divenne una delle voci più critiche verso l'invasione statunitense dell'Iraq. Mandò il suo ministro per la pace, il cardinale Pio Laghi, a parlare con il presidente degli Stati Uniti George W. Bush per esprimergli l'opposizione del Vaticano alla guerra. Giovanni Paolo II affermò che spettasse alle Nazioni Unite risolvere il conflitto internazionale attraverso la diplomazia e che un'aggressione unilaterale è un crimine contro la pace e una violazione del diritto internazionale.
Durante i negoziati per la redazione della nuova Costituzione europea, nel 2003 e 2004, i rappresentanti del Vaticano fallirono nell'assicurare una qualsiasi menzione alle «radici cristiane dell'Europa», uno degli obiettivi cui il Papa teneva. A più riprese durante il pontificato il Papa ha infatti sottolineato che l'Europa ha ricevuto per prima il "dono" della cristianità.
Papa Wojtyła criticò anche il matrimonio fra persone dello stesso sesso. Nel suo ultimo libro, Memoria e identità, nel capitolo riguardante il ruolo dei legislatori, il Papa parla di «pressioni» sul Parlamento europeo per permettere il matrimonio omosessuale. Il papa scrisse a proposito della corrente ideologico-culturale che propugna la formalizzazione delle unioni omosessuali: «È legittimo e necessario chiederci se non sia parte di una nuova ideologia del male, forse più insidiosa e nascosta, che tenta di scagliare i diritti dell'uomo contro la famiglia e contro l'uomo».
Il 13 gennaio 2005, ricevendo l'allora presidente della regione Lazio Francesco Storace, espresse «vivo compiacimento per l'approvazione dello Statuto della regione Lazio. Esso infatti, oltre a sottolineare il ruolo di Roma come centro del Cattolicesimo, riconosce esplicitamente il primato della persona e il valore fondamentale della vita. Riconosce, inoltre, i diritti della famiglia quale società naturale fondata sul matrimonio e si propone di sostenerla nell'adempimento della sua funzione sociale, facendo esplicita menzione dell'Osservatorio regionale permanente sulle famiglie. Lo Statuto prevede anche che la regione garantisca il diritto allo studio e la libertà di scelta educativa».

Ancor dopo la sua morte, l'allora presidente della Repubblica Italiana Giorgio Napolitano ha parlato in tal modo del pontificato di Giovanni Paolo II:
(Giorgio Napolitano, dal quotidiano La Nazione del 5 ottobre 2006, p. 14)

## Critiche
Giovanni Paolo II fu oggetto di diverse critiche. Tra le principali ricordiamo:
- Accusa di sostegno a dittature di destra: in particolare diversi osservatori sono rimasti perplessi dai rapporti che il pontefice instaurò con dittature dell'America Latina e criticano la stretta di mano con il dittatore cileno Augusto Pinochet e le pressioni effettuate sulle autorità inglesi per bloccarne l'estradizione,[117] il silenzio sui Desaparecidos, tuttavia sciolto nel 1981 quando venne informato dei fatti da Adolfo Pérez Esquivel,[118] la proclamazione a cardinale di Pio Laghi, accusato di appoggiare la cosiddetta "guerra sporca"[119] durante gli anni della dittatura argentina, ma recentemente riabilitato.[120]
- Il teologo cattolico dissidente Hans Küng descrive ben undici contraddizioni che avrebbero segnato negativamente il pontificato di Giovanni Paolo II, che arriva a definire "in fin dei conti un disastro".[121]
- Giovanni Paolo II è stato anche aspramente criticato per la beatificazione di personaggi controversi come Pio IX, Josemaría Escrivá de Balaguer, fondatore dell'Opus Dei[122], e Alojzije Stepinac, accusato di aver appoggiato le violenze perpetrate dagli ustascia croati contro i serbi e altri oppositori del loro regime filo-nazista.[123]
- Giovanni Paolo II si sarebbe servito di Paul Marcinkus e di Roberto Calvi per finanziare Solidarność.[124][125][126][127] L'ex agente del SISMI Francesco Pazienza ha dichiarato di avere trasportato dei lingotti d'oro in Polonia nascosti in una Lada.[128]
- Secondo il pm Luca Tescaroli, lo IOR era divenuto negli anni settanta e ottanta strumento del riciclaggio di denaro mafioso al fine di contrastare il comunismo nell'Est europeo e in America Latina.[128]
- Giovanni Paolo II si è avvalso del segretariato di mons. John Magee, vescovo di Cloyne (Irlanda), coinvolto in un'inchiesta sulla pedofilia.[129]
- Il 14 dicembre 2022 il giornalista Alessandro Ambrosini pubblica una registrazione di una conversazione avvenuta nel 2009 con un ex membro della Banda della Magliana — identificato come Marcello Neroni — il quale riferisce che Emanuela Orlandi sarebbe stata rapita o fatta sparire da Enrico De Pedis su richiesta di qualcuno all'interno del Vaticano (Neroni fa esplicitamente il nome di Agostino Casaroli, all'epoca Segretario di Stato della Santa Sede) per nascondere uno scandalo sessuale che sarebbe avvenuto all'interno delle mura leonine.[130] Nell'audio pubblicato all'opinione pubblica sono stati censurati degli espliciti riferimenti a personalità del Vaticano coinvolte in questo presunto scandalo sessuale, mentre l'audio integrale senza censure è stato consegnato e fatto ascoltare nell'aprile 2023 al promotore di giustizia vaticano Alessandro Diddi dopo l'apertura del caso.[131][132][133]

## Filatelia e numismatica
Durante il suo pontificato la Città del Vaticano ha emesso più di 500 valori postali diversi.
Papa Giovanni Paolo II è il primo papa della storia a essere soggetto di una banconota. È infatti raffigurato in quella da 50 złoty polacca del 16 ottobre 2006. Su un lato Karol Wojtyła è ripreso con la croce pastorale, mentre l'altra faccia mostra la celebre immagine dell'inaugurazione del Ministero che testimonia il profondo legame tra il Papa e il cardinale Stefan Wyszyński, Primate di Polonia.
Per la sua canonizzazione il Ministero dello Sviluppo Economico decise di emettere un francobollo che successivamente venne messo in vendita dal concessionario Poste italiane, il francobollo stampato dall'Istituto Poligrafico e Zecca dello Stato, riportante la sua effigie a destra e la scritta CANONIZZAZIONE DI PAPA GIOVANNI PAOLO II. non è l'unico emesso in Italia per Giovanni Paolo II.

## Opere e documenti del pontificato

### Encicliche
- Redemptor hominis - 4 marzo 1979
- Dives in Misericordia - 30 novembre 1980
- Laborem Exercens - 14 settembre 1981
- Slavorum Apostoli - 2 giugno 1985
- Dominum et Vivificantem - 18 maggio 1986
- Redemptoris Mater - 25 marzo 1987
- Sollicitudo Rei Socialis - 30 dicembre 1987
- Redemptoris Missio - 7 dicembre 1990
- Centesimus annus - 1º maggio 1991
- Veritatis Splendor - 6 agosto 1993
- Evangelium Vitae - 25 marzo 1995
- Ut Unum Sint - 25 maggio 1995
- Fides et Ratio - 14 settembre 1998
- Ecclesia de Eucharistia - 17 aprile 2003

### Libri
- Amore e responsabilità: morale sessuale e vita interpersonale, Bologna, Marietti Editore, 1980, ISBN 88-211-8508-7.
- La bottega dell'orefice. Meditazioni sul sacramento del matrimonio che di tanto in tanto si trasformano in dramma, come Andrzej Jawień, Città del Vaticano, Libreria Editrice Vaticana, 1979 (ma 1960). ISBN 88-209-0000-9.
- Persona e atto, con Anna-Teresa Tymieniecka, Città del Vaticano, Libreria Editrice Vaticana, 1982 (ma 1969). ISBN 88-209-1331-3.
- Pietra di luce. Poesie, Città del Vaticano, Libreria Editrice Vaticana, 1979. ISBN 88-209-0003-3.
- Il sapore del pane. Poesie, Città del Vaticano , Libreria Editrice Vaticana, 1979. ISBN 88-209-0016-5.
- Insegnamenti di Giovanni Paolo II, 28 voll., Città del Vaticano, Libreria Editrice Vaticana, 1979-2006.
- Alle fonti del rinnovamento. Studio sull'attuazione del Concilio vaticano secondo, Città del Vaticano, Libreria Editrice Vaticana, 1981 (ma 1972). ISBN 88-209-0026-2.
- Discese dal cielo. Omelie per Natale, Città del Vaticano, Libreria Editrice Vaticana, 1982. ISBN 88-209-1330-5.
- Esercizi spirituali per i giovani, Città del Vaticano, Libreria Editrice Vaticana, 1982. ISBN 88-209-0006-8.
- Maria. Omelie, Città del Vaticano , Libreria Editrice Vaticana, 1982. ISBN 88-209-1376-3.
- Massimiliano Kolbe patrono del nostro difficile secolo, Città del Vaticano, Libreria Editrice Vaticana, 1982. ISBN 88-209-1378-X.
- Fratello del nostro Dio; Raggi di paternità. Drammi, Città del Vaticano, Libreria Editrice Vaticana, 1982. ISBN 88-209-1380-1.
- Giobbe ed altri inediti. Un dramma e sei poesie, Città del Vaticano, Libreria Editrice Vaticana, 1982. ISBN 88-209-1392-5.
- Vescovo con voi. Discorsi, Città del Vaticano, Libreria Editrice Vaticana, 1982. ISBN 88-209-1396-8.
- Anno santo. Omelie, Città del Vaticano, Libreria Editrice Vaticana, 1983. ISBN 88-209-1428-X.
- Con me giorno dopo giorno. Soste di riflessione, Roma, Edizioni Piemme, 1984.
- Uomo e donna lo creò. Catechesi sull'amore umano, Roma, Città Nuova Editrice, 1985. ISBN 88-311-1301-1; Roma-Città del Vaticano, Città Nuova Editrice-Libreria Editrice Vaticana, 1987. ISBN 88-209-1409-3.
- Parole sull'uomo, a cura di Angelo Montonati, Milano, Biblioteca Universale Rizzoli, 1989. ISBN 88-17-11517-7.
- Catechesi sul Credo, 5 voll., Città del Vaticano, Libreria Editrice Vaticana, 1992-1998. ISBN 88-209-1782-3.
- Opere letterarie. Poesie e drammi, Città del Vaticano, Libreria Editrice Vaticana, 1993. ISBN 88-209-1918-4.
- Varcare la soglia della speranza, con Vittorio Messori, Milano, Arnoldo Mondadori Editore, 1994. ISBN 88-04-39270-3.
- Strade d'amore, a cura di Massimo Bettetini, Milano, Rusconi Libri, 1994. ISBN 88-18-12141-3.
- Non temiamo la verità. Le colpe degli uomini e della Chiesa, Casale Monferrato, Edizioni Piemme, 1995. ISBN 88-384-2398-9.
- Dono e Mistero. Nel 50º del mio sacerdozio, Città del Vaticano, Libreria Editrice Vaticana, 1996. ISBN 88-209-2313-0.
- Gesù di Nazaret. Centro dell'universo e del tempo, Casale Monferrato, Edizioni Piemme, 1997. ISBN 88-384-2645-7.
- Maria, Maria stella del mattino. Chi prega ha in mano il timone della propria vita, Casale Monferrato, Edizioni Piemme, 1997. ISBN 88-384-2756-9.
- Un invito alla gioia. Brani scelti dagli scritti e dai discorsi di Giovanni Paolo II, Milano, Leonardo international, 1999. ISBN 88-86482-60-4.
- Padre..., Casale Monferrato, Edizioni Piemme, 1999. ISBN 88-384-4173-1.
- Fondare la civiltà dell'amore. Preghiere e meditazioni per gli uomini e le donne del nostro tempo, Milano, Rizzoli, 2001. ISBN 88-17-86890-6.
- Le mie preghiere per voi, Casale Monferrato, Edizioni Piemme, 2001. ISBN 88-384-6926-1.
- Trittico romano. Meditazioni, Città del Vaticano, Libreria Editrice Vaticana, 2003. ISBN 88-209-7451-7.
- Pensieri sparsi. Coraggiosi nella verità generosi nell'amore, a cura di don Giovanni Battista Zilio, Vicenza, Neri Pozza Editore, 2002. ISBN 88-7305-866-3.
- Alzatevi, andiamo!, Milano, Arnoldo Mondadori Editore, 2004. ISBN 88-04-53409-5.
- Non uccidere in nome di Dio, a cura di Natale Benazzi, Casale Monferrato, Edizioni Piemme, 2005. ISBN 88-384-8431-7.
- Aprite i vostri cuori. [100 insegnamenti per la vita], a cura di Joseph Durepos, Milano, Armenia Edizioni, 2005. ISBN 88-344-1768-2.
- Sia pace!, a cura di Maurizio Di Giacomo, Torino, Edizioni San Paolo, 2005. ISBN 88-215-5270-5.
- Memoria e identità. Conversazioni a cavallo dei millenni, Milano, Rizzoli, 2005. ISBN 88-17-00601-7.
- L’opera poetica completa di Karol Wojtyla, a cura di Santino Spartà, Libreria Editrice Vaticana 2012. ISBN  88-209-2799-3

## Genealogia episcopale e successione apostolica
La genealogia episcopale è:
- Cardinale Scipione Rebiba
- Cardinale Giulio Antonio Santori
- Cardinale Girolamo Bernerio, O.P.
- Arcivescovo Galeazzo Sanvitale
- Cardinale Ludovico Ludovisi
- Cardinale Luigi Caetani
- Cardinale Ulderico Carpegna
- Cardinale Paluzzo Paluzzi Altieri degli Albertoni
- Papa Benedetto XIII
- Papa Benedetto XIV
- Papa Clemente XIII
- Cardinale Enrico Benedetto Stuart
- Papa Leone XII
- Cardinale Chiarissimo Falconieri Mellini
- Cardinale Camillo Di Pietro
- Cardinale Mieczysław Halka Ledóchowski
- Cardinale Jan Maurycy Paweł Puzyna de Kosielsko
- Arcivescovo Józef Bilczewski
- Arcivescovo Bolesław Twardowski
- Arcivescovo Eugeniusz Baziak
- Papa Giovanni Paolo II

La successione apostolica è:
- Vescovo Piotr Bednarczyk (1968)
- Vescovo Józef Rozwadowski (1968)
- Vescovo Stanislaw Smolenski (1970)
- Vescovo Albin Małysiak, C.M. (1970)
- Vescovo Paweł Socha, C.M. (1973)
- Vescovo Józef Marek (1973)
- Cardinale Franciszek Macharski (1979)
- Arcivescovo Justo Mullor García (1979)
- Arcivescovo Alfio Rapisarda (1979)
- Cardinale Achille Silvestrini (1979)
- Vescovo Samuel Seraphimov Djoundrine, A.A. (1979)
- Vescovo Rubén López Ardón (1979)
- Arcivescovo Paulino Lukudu Loro, F.S.C.I. (1979)
- Vescovo Vincent Mojwok Nyiker (1979)
- Vescovo Armido Gasparini, F.S.C.I. (1979)
- Vescovo Michael Hughes Kenny (1979)
- Vescovo William Russell Houck (1979)
- Arcivescovo José Cardoso Sobrinho, O.Carm. (1979)
- Vescovo Gerhard Ludwig Goebel, M.S.F. (1979)
- Vescovo Décio Pereira (1979)
- Vescovo Fernando José Penteado (1979)
- Vescovo Girolamo Grillo (1979)
- Arcivescovo Paciano Basilio Aniceto (1979)
- Arcivescovo Alan Basil de Lastic (1979)
- Vescovo William Thomas Larkin (1979)
- Cardinale John Joseph O'Connor (1979)
- Vescovo Jean-Marie Lafontaine (1979)
- Vescovo Ladislau Biernaski, C.M. (1979)
- Vescovo Newton Holanda Gurgel (1979)
- Vescovo Matthew Harvey Clark (1979)
- Vescovo Alejandro Goić Karmelić (1979)
- Vescovo Pedro G. Magugat, M.S.C. (1979)
- Vescovo Ramón López Carrozas, O. de M. (1979)
- Cardinale Jozef Tomko (1979)
- Cardinale Myroslav Ivan Lubachivsky (1979)
- Cardinale Giovanni Coppa (1980)
- Cardinale Carlo Maria Martini, S.I. (1980)
- Cardinale Christian Wiyghan Tumi (1980)
- Vescovo Marcel Bam'ba Gongoa (1980)
- Vescovo Louis Nkinga Bondala, C.I.C.M. (1980)
- Cardinale Laurent Monsengwo Pasinya (1980)
- Vescovo Paride Taban (1980)
- Vescovo Roger Mpungu (1980)
- Vescovo Michel-Joseph-Gérard Gagnon, M.Afr. (1980)
- Vescovo Dominique Kimpinde Amando (1980)
- Vescovo Joseph Nduhirubusa (1980)
- Arcivescovo Vicente Joaquim Zico, C.M. (1981)
- Vescovo Sergio Goretti (1981)
- Vescovo Giulio Sanguineti (1981)
- Vescovo Francesco Voto (1981)
- Vescovo Gregory Obinna Ochiagha (1981)
- Arcivescovo Anicetus Bongsu Antonius Sinaga, O.F.M.Cap. (1981)
- Vescovo Lucas Luis Dónnelly Carey, O. de M. (1981)
- Vescovo Filippo Giannini (1981)
- Arcivescovo Ennio Appignanesi (1981)
- Vescovo Martino Scarafile (1981)
- Arcivescovo Alessandro Plotti (1981)
- Arcivescovo Stanislaw Szymecki (1981)
- Arcivescovo Charles Louis Joseph Vandame, S.I. (1982)
- Arcivescovo John Bulaitis (1982)
- Arcivescovo Traian Crișan (1982)
- Vescovo Charles Kweku Sam (1982)
- Vescovo Thomas Joseph O'Brien (1982)
- Vescovo Antônio Alberto Guimarães Rezende, C.S.S. (1982)
- Vescovo Francis George Adeodatus Micallef, O.C.D. (1982)
- Vescovo Anthony Michael Milone (1982)
- Vescovo Salim Sayegh (1982)
- Cardinale Virgilio Noè (1982)
- Arcivescovo Antonio Vitale Bommarco, O.F.M.Conv. (1983)
- Arcivescovo José Sebastián Laboa Gallego (1983)
- Cardinale Karl-Joseph Rauber (1983)
- Cardinale Francesco Monterisi (1983)
- Vescovo Kevin Joseph Aje (1983)
- Cardinale John Olorunfemi Onaiyekan (1983)
- Vescovo Pietro Rossano (1983)
- Vescovo Anacleto Sima Ngua (1983)
- Arcivescovo Ildefonso Obama Obono (1983)
- Vescovo Jaroslav Škarvada (1983)
- Arcivescovo Dominik Hrušovský (1983)
- Vescovo Luigi del Gallo Roccagiovine (1983)
- Cardinale Zenon Grocholewski (1983)
- Arcivescovo Juliusz Paetz (1983)
- Cardinale Alfons Maria Stickler, S.D.B. (1983)
- Cardinale Paolo Romeo (1984)
- Vescovo Paul Kim Tchang-ryeol (1984)
- Cardinale Polycarp Pengo (1984)
- Vescovo Nicolas Okioh (1984)
- Vescovo Eugenio Binini (1984)
- Vescovo Ernest Kombo, S.I. (1984)
- Cardinale Jan Pieter Schotte, C.I.C.M. (1984)
- Vescovo Mathai Kochuparampil, S.D.B. (1984)
- Vescovo Domenico Pecile (1984)
- Vescovo Bernard Patrick Devlin (1985)
- Vescovo Kazimierz Górny (1985)
- Vescovo Aloysius Balina (1985)
- Vescovo Afonso Nteka, O.F.M.Cap. (1985)
- Vescovo Pellegrino Tomaso Ronchi, O.F.M.Cap. (1985)
- Arcivescovo Fernando Sáenz Lacalle (1985)
- Cardinale Jorge Arturo Augustin Medina Estévez (1985)
- Cardinale Justin Francis Rigali (1985)
- Arcivescovo Pier Luigi Celata (1986)
- Vescovo Franjo Komarica (1986)
- Vescovo Walmir Alberto Valle, I.M.C. (1986)
- Arcivescovo Norbert Wendelin Mtega (1986)
- Vescovo John Bosco Manat Chuabsamai (1986)
- Cardinale Donald William Wuerl (1986)
- Vescovo Felipe González González, O.F.M.Cap. (1986)
- Arcivescovo Józef Michalik (1986)
- Cardinale Gilberto Agustoni (1987)
- Arcivescovo Franc Perko (1987)
- Cardinale Dino Monduzzi (1987)
- Vescovo Joseph Sangval Surasarang (1987)
- Vescovo George Biguzzi, S.X. (1987)
- Vescovo Benedict Dotu Sekey (1987)
- Vescovo Julio Edgar Cabrera Ovalle (1987)
- Vescovo William Jerome McCormack (1987)
- Vescovo Emmanuel A. Mapunda (1987)
- Vescovo Dominic Su Haw Chiu (1987)
- Vescovo John Magee, S.P.S. (1987)
- Cardinale Beniamino Stella (1987)
- Vescovo René Pierre Louis Joseph Séjourné (1987)
- Vescovo Giulio Nicolini (1987)
- Cardinale Giovanni Battista Re (1987)
- Patriarca Michel Sabbah (1988)
- Arcivescovo Marian Oles (1988)
- Arcivescovo Emery Kabongo Kanundowi (1988)
- Vescovo Luís d'Andrea, O.F.M.Conv. (1988)
- Vescovo Victor Adibe Chikwe (1988)
- Vescovo Athanasius Atule Usuh (1988)
- Vescovo José Raúl Vera López, O.P. (1988)
- Vescovo Srecko Badurina, T.O.R. (1988)
- Vescovo Luigi Belloli (1988)
- Vescovo John Gavin Nolan (1988)
- Cardinale Audrys Juozas Bačkis (1988)
- Cardinale Giovanni Lajolo (1989)
- Arcivescovo Pasquale Macchi (1989)
- Cardinale Francesco Marchisano (1989)
- Vescovo Justin Tetmu Samba (1989)
- Vescovo John Mendes (1989)
- Vescovo Leon Augustine Tharmaraj (1989)
- Vescovo Tarcisius Ngalalekumtwa (1989)
- Vescovo Raffaele Calabro (1989)
- Vescovo Francisco José Arnáiz Zarandona, S.I. (1989)
- Arcivescovo Ramón Benito de La Rosa y Carpio (1989)
- Vescovo Cipriano Calderón Polo (1989)
- Cardinale Álvaro Leonel Ramazzini Imeri (1989)
- Vescovo Andrea Maria Erba, B. (1989)
- Arcivescovo Józef Kowalczyk (1989)
- Arcivescovo Edmond Y. Farhat (1989)
- Arcivescovo Janusz Bolonek (1989)
- Arcivescovo Tadeusz Kondrusiewicz (1989)
- Arcivescovo Giovanni Tonucci (1990)
- Arcivescovo Ignazio Bedini, S.D.B. (1990)
- Arcivescovo Mario Milano (1990)
- Arcivescovo Giovanni Ceirano (1990)
- Arcivescovo Oscar Rizzato (1990)
- Cardinale Antonio Ignacio Velasco García, S.D.B. (1990)
- Arcivescovo Paul R. Ruzoka (1990)
- Vescovo Marian Błażej Kruszyłowicz, O.F.M.Conv. (1990)
- Vescovo Pierre François Marie Joseph Duprey, M.Afr. (1990)
- Arcivescovo Domenico Umberto D'Ambrosio (1990)
- Vescovo Edward Dajczak (1990)
- Vescovo Benjamin J. Almoneda (1990)
- Arcivescovo Francesco Gioia, O.F.M.Cap. (1990)
- Arcivescovo Edward Nowak (1990)
- Arcivescovo Giacinto Berloco (1990)
- Arcivescovo Erwin Josef Ender (1990)
- Cardinale Jean-Louis Pierre Tauran (1991)
- Cardinale Vinko Puljić (1991)
- Arcivescovo Marcello Costalunga (1991)
- Arcivescovo Osvaldo Padilla (1991)
- Cardinale Francisco Javier Errázuriz Ossa, P.Schönstatt (1991)
- Vescovo Bruno Pius Ngonyani (1991)
- Vescovo Francis Emmanuel Ogbonna Okobo (1991)
- Vescovo Andrea Gemma, F.D.P. (1991)
- Vescovo Joseph Habib Hitti (1991)
- Vescovo Jacinto Guerrero Torres (1991)
- Vescovo Alvaro del Portillo y Diez de Sollano (1991)
- Cardinale Julián Herranz Casado (1991)
- Arcivescovo Bruno Bertagna (1991)
- Arcivescovo Ernesto Maria Fiore (1992)
- Arcivescovo Rino Passigato (1992)
- Vescovo Juan Matogo Oyana, C.M.F. (1992)
- Vescovo Gastone Simoni (1992)
- Vescovo Iñaki Mallona Txertudi, C.P. (1992)
- Vescovo Philippe Nkiere Keana, C.I.C.M. (1992)
- Vescovo Benjamin D. de Jesus, O.M.I. (1992)
- Vescovo John Joseph Glynn (1992)
- Vescovo Petar Šolic (1992)
- Cardinale Michael Louis Fitzgerald, M.Afr. (1992)
- Vescovo Henri Salina, C.R.A. (1992)
- Cardinale Crescenzio Sepe (1992)
- Arcivescovo Antonio Franco (1992)
- Arcivescovo Carlo Maria Viganò (1992)
- Arcivescovo Luigi Travaglino (1992)
- Vescovo Tadeusz Rakoczy (1992)
- Vescovo Tadeusz Pieronek (1992)
- Vescovo Enzo Dieci (1992)
- Arcivescovo Nerses Der Nersessian, C.A.M. (1992)
- Arcivescovo Diego Causero (1993)
- Arcivescovo Gabriel Charles Palmer-Buckle (1993)
- Cardinale Elio Sgreccia (1993)
- Vescovo Henryk Marian Tomasik (1993)
- Arcivescovo Henry Joseph Mansell (1993)
- Vescovo Jan Kopiec (1993)
- Arcivescovo Alojzij Uran (1993)
- Vescovo Luigi Sposito (1993)
- Vescovo Norbert Klemens Strotmann Hoppe, M.S.C. (1993)
- Vescovo Elmo Noel Joseph Perera (1993)
- Arcivescovo Csaba Ternyák (1993)
- Arcivescovo Franco Illia (1993)
- Arcivescovo Rrok Kola Mirdita (1993)
- Vescovo Robert Ashta, O.F.M. (1993)
- Vescovo Zef Simoni (1993)
- Arcivescovo Peter Paul Prabhu (1994)
- Arcivescovo Peter Stephan Zurbriggen (1994)
- Arcivescovo Jean-Paul Aimé Gobel (1994)
- Vescovo Julien Mawule Kouto (1994)
- Vescovo Edward James Slattery (1994)
- Vescovo Uriah Ashley (1994)
- Vescovo Emiliano Antonio Cisneros Martínez, O.A.R. (1994)
- Vescovo Américo do Couto Oliveira (1994)
- Vescovo Hristo Projkov (1994)
- Arcivescovo Ramon Cabrera Argüelles (1994)
- Vescovo Ricardo Jorge Valenzuela Rios (1994)
- Vescovo Paolo Gillet (1994)
- Vescovo Antoni Józef Dlugosz (1994)
- Arcivescovo Bruno Musarò (1995)
- Vescovo Petko Jordanov Christov, O.F.M.Conv. (1995)
- Vescovo Antonio Napoletano, C.SS.R. (1995)
- Vescovo Zacharias Cenita Jimenez (1995)
- Cardinale Raymond Leo Burke (1995)
- Vescovo Javier Echevarría Rodríguez (1995)
- Vescovo Pierfranco Pastore (1995)
- Vescovo Stanislav Szyrokoradiuk, O.F.M. (1995)
- Vescovo Pawel Cieslik (1995)
- Vescovo Stefan Regmunt (1995)
- Arcivescovo José Paulino Ríos Reynoso (1996)
- Arcivescovo Riccardo Fontana (1996)
- Arcivescovo Claudio Maria Celli (1996)
- Arcivescovo Jaime Vieira Rocha (1996)
- Cardinale Kurt Koch (1996)
- Vescovo Ārvaldis Andrejs Brumanis (1996)
- Vescovo Antons Justs (1996)
- Arcivescovo Francisco Pérez González (1996)
- Arcivescovo Richard Anthony Burke, S.P.S. (1996)
- Vescovo Marko Sopi (1996)
- Vescovo Rafael Ramón Conde Alfonzo (1996)
- Vescovo Riccardo Ruotolo (1996)
- Vescovo Antal Majnek, O.F.M. (1996)
- Cardinale Stanisław Ryłko (1996)
- Arcivescovo Luigi Pezzuto (1997)
- Cardinale Paolo Sardi (1997)
- Cardinale Varkey Vithayathil, C.SS.R. (1997)
- Vescovo Delio Lucarelli (1997)
- Vescovo Ignace Baguibassa Sambar-Talkena (1997)
- Vescovo Luciano Pacomio (1997)
- Arcivescovo Angelo Massafra, O.F.M. (1997)
- Vescovo Florentin Crihălmeanu (1997)
- Arcivescovo Jean-Claude Périsset (1997)
- Vescovo Piotr Libera (1997)
- Vescovo Basílio do Nascimento (1997)
- Vescovo Hil Kabashi, O.F.M. (1997)
- Cardinale Mario Francesco Pompedda (1998)
- Arcivescovo Marco Dino Brogi, O.F.M. (1998)
- Vescovo Peter Kwaku Atuahene (1998)
- Vescovo Filippo Strofaldi (1998)
- Arcivescovo Wiktor Paweł Skworc (1998)
- Vescovo Franco Dalla Valle, S.D.B. (1998)
- Arcivescovo Angelito Rendon Lampon, O.M.I. (1998)
- Vescovo Tomislav Koljatic Maroevic (1998)
- Vescovo Francesco Saverio Salerno (1998)
- Cardinale James Michael Harvey (1998)
- Cardinale Stanisław Dziwisz (1998)
- Arcivescovo Piero Marini (1998)
- Arcivescovo Alessandro D'Errico (1999)
- Arcivescovo Salvatore Pennacchio (1999)
- Arcivescovo Alain Paul Charles Lebeaupin (1999)
- Vescovo Cesare Mazzolari, M.C.C.I. (1999)
- Vescovo Pierre Trần Đình Tứ (1999)
- Vescovo Rafael Cob García (1999)
- Arcivescovo Mathew Moolakkattu, O.S.B. (1999)
- Arcivescovo Diarmuid Martin (1999)
- Vescovo José Luis Redrado Marchite, O.H. (1999)
- Arcivescovo Józef Wesołowski (2000)
- Arcivescovo Giacomo Guido Ottonello (2000)
- Arcivescovo George Panikulam (2000)
- Arcivescovo Alberto Bottari de Castello (2000)
- Vescovo Ivo Baldi Gaburri (2000)
- Arcivescovo Gabriel Mbilingi, C.S.Sp. (2000)
- Vescovo David Laurin Ricken (2000)
- Vescovo Anton Coșa (2000)
- Vescovo András Veres (2000)
- Cardinale Péter Erdő (2000)
- Vescovo Giuseppe Pasotto, C.S.S. (2000)
- Vescovo Franco Croci (2000)
- Cardinale Fernando Filoni (2001)
- Arcivescovo Henryk Józef Nowacki (2001)
- Arcivescovo Timothy Broglio (2001)
- Arcivescovo Domenico Sorrentino (2001)
- Arcivescovo Tomasz Peta (2001)
- Vescovo Marcelo Sánchez Sorondo (2001)
- Cardinale Marc Ouellet, P.S.S. (2001)
- Arcivescovo Giampaolo Crepaldi (2001)
- Vescovo Đura Džudžar (2001)
- Arcivescovo Giuseppe Pinto (2002)
- Cardinale Claudio Gugerotti (2002)
- Arcivescovo Adolfo Tito Yllana (2002)
- Arcivescovo Giovanni d'Aniello (2002)
- Vescovo Daniel Mizonzo (2002)
- Vescovo Louis Portella Mbuyu (2002)
- Arcivescovo Marcel Utembi Tapa (2002)
- Vescovo Franco Agostinelli (2002)
- Vescovo Amândio José Tomás (2002)
- Vescovo Vittorio Lanzani (2002)
- Arcivescovo Paul Tschang In-nam (2003)
- Arcivescovo Celestino Migliore (2003)
- Arcivescovo Pierre Nguyễn Văn Tốt (2003)
- Arcivescovo Pedro López Quintana (2003)
- Cardinale Angelo Amato, S.D.B. (2003)
- Arcivescovo Calogero La Piana, S.D.B. (2003)
- Vescovo René-Marie Ehouzou, C.I.M. (2003)
- Arcivescovo Ján Babjak, S.I. (2003)
- Vescovo Andraos Abouna (2003)
- Vescovo Milan Šášik, C.M. (2003)
- Vescovo Giuseppe Nazzaro, O.F.M. (2003)
- Vescovo Brian Farrell, L.C. (2003)

## Principali luoghi dedicati a Giovanni Paolo II
Dopo la morte di Giovanni Paolo II sono state intitolate a suo nome piazze, vie, corsi, parchi, infrastrutture e aree geografiche.
Tra i principali:
- Gli aeroporti di Cracovia in Polonia, di Bari in Italia e di Ponta Delgada nell'isola di São Miguel, Azzorre, Portogallo.
- La villa comunale a Pomigliano d'Arco.
- La piazza antistante la cattedrale di Notre Dame a Parigi.
- Il santuario di Giovanni Paolo II a San Pietro della Ienca.
- Una cima delle Alpi Orobie (cima papa Giovanni Paolo II) tra il passo laghi Gemelli e il monte Gallina.
- Una cima dell'Adamello e una del Gran Sasso.
- La Pontificia Università Giovanni Paolo II di Cracovia e l'Università Cattolica Giovanni Paolo II di Lublino.
- Il Santuario e il Museo Giovanni Paolo II a Introd (Valle d'Aosta), in ricordo di tutte le sue vacanze estive trascorse nella località.
- La stazione di Roma Termini.[135]
- Gli stadi di calcio di Nocera Superiore e Nardò.
- Il Parco delle basiliche di Milano, tra la basilica di san Lorenzo e quella di sant'Eustorgio.
- L’ospedale di Lamezia Terme.[136]
- L'ospedale di Ragusa.

### Santuario di san Giovanni Paolo II
Il 18 maggio 2011 l'arcivescovo metropolita dell'Aquila, Giuseppe Molinari, eresse la chiesa di San Pietro della Ienca, scelta da papa Wojtyła come "luogo di contemplazione di Dio a contatto con la natura", in santuario diocesano "beato Giovanni Paolo II" (poi "san Giovanni Paolo II"). È il primo santuario europeo dedicato a Giovanni Paolo II.

### Monumenti a Giovanni Paolo II

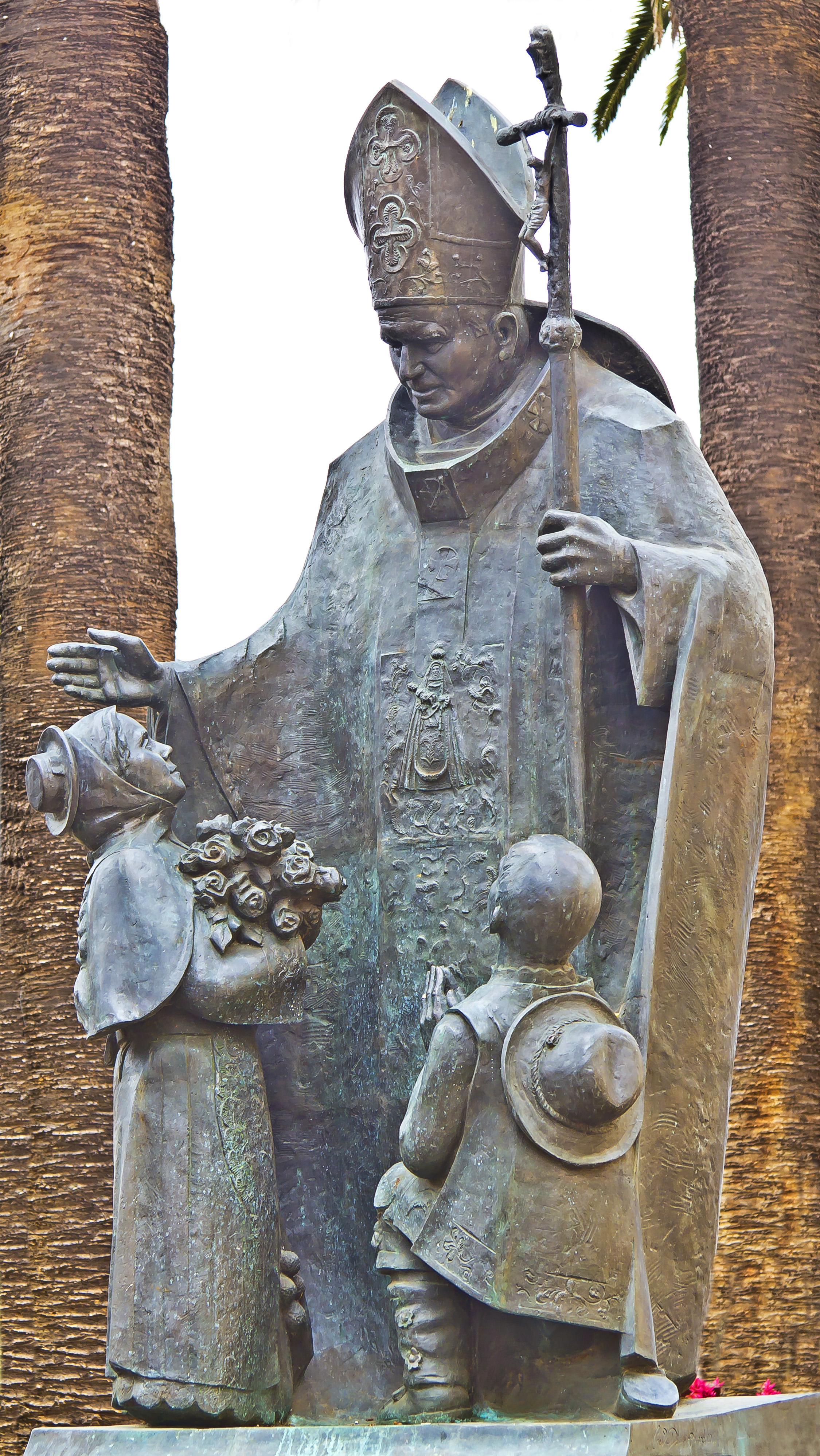
Monumento a papa Giovanni Paolo II in San Cristóbal de La Laguna (Tenerife, Spagna)

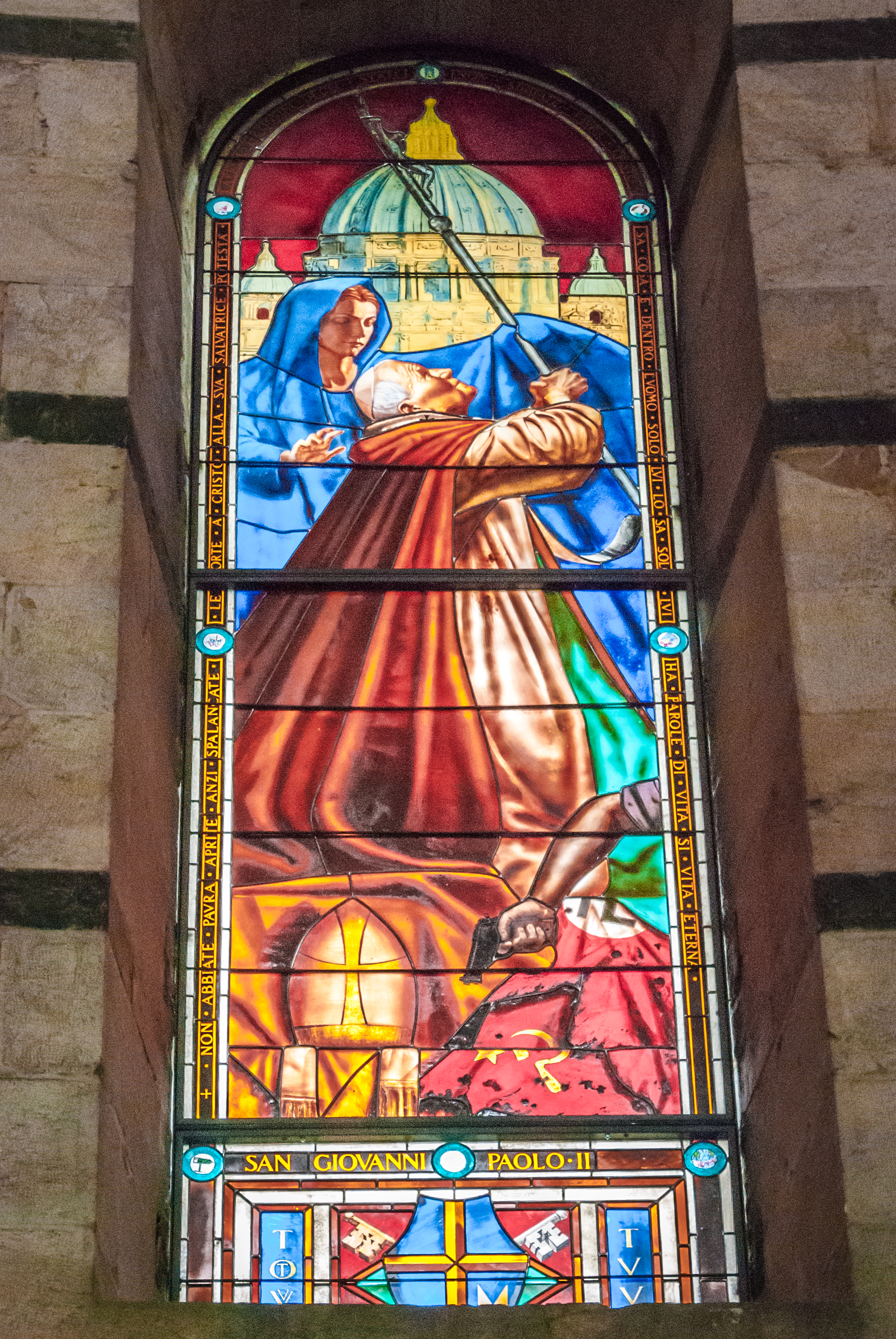
Vetrata su Giovanni Paolo II nel Battistero di San Giovanni (Pisa)

Nel 2011 è stato inaugurato a Roma, in Piazza dei Cinquecento, il Monumento a Giovanni Paolo II, scultura bronzea realizzata da Oliviero Rainaldi. L'opera è stata oggetto di polemiche e critiche fin dall'inizio per cui sono state risistemate sia l'area sia la scultura stessa.
A memoria della visita pastorale del Pontefice a Bacolod, nelle Filippine, del 20 febbraio 1981, la città ha voluto commemorare la presenza del Papa con la costruzione della Pope John Paul II Tower, torre di sette piani eretta nei pressi del porto della città asiatica.
Il 15 aprile 2012 è stato inaugurato un altro monumento a papa Giovanni Paolo II a San Cristóbal de La Laguna (Tenerife, Isole Canarie, Spagna). È una statua in bronzo raffigurante Giovanni Paolo II, che si trova accanto alla porta principale della chiesa di Nostra Signora della Concezione. Sempre in Spagna, una statua dedicata al santo si trova all'esterno della Cattedrale dell'Almudena, il principale luogo di culto cattolico di Madrid.
Il 2 maggio 2012 sotto una leggera pioggia, è stata inaugurata nel parco vicino alla stazione tram di Riccione una statua in bronzo che riporta "Non abbiate paura del Futuro!"

### Segretari particolari di Giovanni Paolo II
Il segretario particolare per tutta la durata del pontificato è stato Stanisław Dziwisz.
Come secondo segretario particolare si sono avvicendati:
- John Magee fino al 1982
- Emery Kabongo Kanundowi dal 1982 al 1987
- Vincent Tran Ngoc Thu dal 1988 al 1996
- Mieczysław Mokrzycki dal 1996 al 2005

## Altro

### Produzioni video

#### Documentari
- Giovanni Paolo II il grande (Parte I: Il gigante del XX secolo; Parte II: L'eredità di Giovanni Paolo II), di Cinehollywood e History Channel (2005).
- Giovanni Paolo II. Il cammino del Santo Padre, di Finsom (2005).
- Giovanni Paolo II. Papa Juan Pablo II / Pope John Paul II DVD, di St.Clair Vision USA Unity Award (2006).
- Giovanni Paolo II. Karol il GRANDE, di Rai Trade e Chi (2005).
- Giovanni Paolo II. Pellegrino del mondo, di Bibax (2005).
- Karol Wojtyła - Un Papa nella storia, di Rai Trade (2005).
- La vita di papa Giovanni Paolo II, di NBC news e Universal Pictures (2005).
- Papa Giovanni Paolo II, il costruttore di ponti. In memoriam, di CBS e Paramount Home Entertainment (2005).
- Viaggi ed emozioni, Giovanni Paolo II, di Libero con la collaborazione di Centro Televisivo Vaticano (2005).
- Giovanni Paolo II, ambasciatore di pace, di Rai (2006).
- Giovanni Paolo II. Il Papa che ha fatto la storia, di Centro Televisivo Vaticano, distribuito da HDH Communications (2006).
- Giovanni Paolo II, la storia di Karol Wojtyła, di Rai 3 La grande storia, a cura di Nicola Vicenti con Alberto Melloni (2006).
- Giovanni Paolo II: la vita, il Pontificato, di Centro Televisivo Vaticano, distribuito da HDH Communications (2006).
- Giovanni Paolo II; le stagioni dell'Apostolo, di Centro Televisivo Vaticano, distribuito da HDH Communications (2006).
- Giovanni Paolo II - L'uomo che ha cambiato il mondo, di Rai Trade (7 DVD usciti con La Gazzetta dello Sport nel 2006).
- Giovanni Paolo II. Quella parte di anima chiamata corpo, di Rai Educational per La storia siamo noi, a cura di Stefano Rizzelli (2006).[139]
- Giovanni Paolo II: «Vi racconto la mia vita», di Nova T, distribuito da HDH Communications (2006).
- Le Chiavi del Regno, da Giovanni Paolo II a Benedetto XVI, di Centro Televisivo Vaticano, distribuito da HDH Communications (2006).
- Vows of Silence: El Legionario de Cristo,[140] prodotto e distribuito da Vows of silence LLC (2008).

#### Film
- Il pap'occhio, commedia italiana del 1980 di Renzo Arbore, il cui titolo è un gioco di parole che sta per "occhio del Papa", inizialmente sequestrato per vilipendio della religione e poi dissequestrato nel 1982.[141]
- Da un paese lontano - Giovanni Paolo II (From a Far Country), film del 1981 di Krzysztof Zanussi, unica biografia cinematografica sul Papa.
- Non abbiate paura - La vita di Giovanni Paolo II (Have no Fear: The Life of Pope John Paul II), film biografico per la televisione lituano/statunitense del 2005 di Jeff Bleckner sul periodo che va dalla elezione del 1978 alla morte, con Thomas Kretschmann nella parte di Karol.
- El baño del Papa, commedia uruguaiana del 2007 di César Charlone e Enrique Fernández che descrive la popolazione locale in attesa di una visita pastorale di Giovanni Paolo II.[142][143]
- La bottega dell'orefice, un film tratto da un dramma dello stesso Wojtyła.
- In Sister Act - Una svitata in abito da suora si immagina che Karol Woytila, essendogli giunta all'orecchio la notizia del coro diretto da Suor Maria Claretta, se ne interessi e decida di vedere una loro esibizione.

#### Serie e film tv
- Pope John Paul II primo film di produzione statunitense con Albert Finney protagonista, andato in onda su CBS la sera di Pasqua del 22 aprile 1984. Inedito in Italia.
- Attentato al Papa, prodotta dalla Rai e trasmessa su Rai 1 il 6 e 7 aprile 1986.
- Karol - Un uomo diventato papa e Karol - Un papa rimasto uomo di Mediaset su Canale 5; 18-19 aprile 2005, 10-11 maggio 2006.
- Giovanni Paolo II di Rai su Rai 1 27-28 novembre; 2005. Con Jon Voight, regia di John Kent Harrison (esiste anche in DVD, edito da San Paolo 2005, con una durata di circa 200 minuti).
- Non avere paura. Un'amicizia con Papa Wojtyla, in onda su Rai 1 il 27 aprile 2014. Con Aleksei Guskov nella parte di Giovanni Paolo II e con Giorgio Pasotti, Claudia Pandolfi, Ugo Dighero e Katia Ricciarelli.
- Maradona: sogno benedetto (Maradona: sueño bendito), serie TV di Prime Video del 2021. Con Tommaso Ragno nella parte di Giovanni Paolo II.

#### Animazione
- Karol Wojtyła, Regia e animazione di Mario Verger, 2001 – Il primo cartone animato su un papa; benedetto personalmente in presenza dell'autore da Giovanni Paolo II e trasmesso integralmente dalla Rai l'8 aprile 2005.
- Juan Pablo II, el amigo de toda la humanidad (Giovanni Paolo II, l'amico di tutta l'umanità) di Cavin Cooper Productions in collaborazione con il CTV; 2006.
- Karol, di Orlando Corradi, con musiche di Luis Bacalov, 2011.

### Musica

#### Brani musicali
- Nel 1979 i Freddy The Flying Dutchman And The Sistina Band incisero il singolo Wojtyła Disco Dance, pubblicato in Italia e in Germania dalla Polydor.[144]
- Viene citato in due canzoni di Rino Gaetano: Ping Pong (insieme alla nuotatrice Novella Calligaris) e Jet Set contenute nel suo ultimo album E io ci sto (1980).
- Nella clip del brano del 1986 Land of Confusion del gruppo rock inglese dei Genesis il Papa compare, come caricatura nelle fattezze di pupazzo che suona una chitarra elettrica.
- "Un uomo venuto da molto lontano, negli occhi il ricordo dei campi di grano, il vento di Auschwitz portava nel cuore e intanto scriveva poesie d'amore, amore che nasce dentro il cuore dell'uomo per ogni altro uomo". Sono i primi versi della canzone Un uomo venuto da lontano, scritta da Amedeo Minghi e Marcello Marrocchi e interpretata dal cantautore romano Amedeo Minghi. Il brano è stato cantato per la prima volta nel 1995, nella sala Nervi davanti al pontefice e pubblicato per la prima volta nel disco Decenni di Amedeo Minghi nel 1998. Il CD contiene anche un video con le immagini del Papa.
- Sulla tua bianca tomba, poesia composta dal giovane Karol in memoria della prematura scomparsa della madre Emilia nel 1929. Musica di Sergio Militello per mezzosoprano, quartetto d'archi, arpa e organo. Il brano è stato eseguito per la prima volta nel 1997 in occasione del 1º Concorso nazionale di Composizione di Musica Sacra "M. Amati".
- Non temere (Don't be afraid), (2007), di Roberto Bignoli, su musica di Nico Fortarezza.
- Non abbiate paura, (2011), con musica di Giorgio Mantovan su testo di Francesco Fiumanò. Il brano, interpretato da Matteo Setti, riprende le parole con le quali il pontefice si presentò al mondo il giorno della sua elezione.[145]
- Tu Es Christus (2011), raccolta di composizioni musicali con la partecipazione di Andrea Bocelli, Plácido Domingo[146] e altri artisti internazionali. Gli autori/compositori dell'opera sono Simon Boswell, Nando Bonini e Stefano Mainetti.

#### Musical
- Non abbiate paura, di Giuseppe Spedicato, portato in scena nel 2010 con regia di Gianluca Ferrato. L'opera presenta la vita di Giovanni Paolo II a partire dalla sua giovinezza in Polonia e propone un filo conduttore nel legame con il mondo dei giovani.[147]
- Wojtyła Generation, di Raffaele Avallone, presentato per la prima volta durante la Giornata Mondiale della Gioventù 2011. L'opera musicale aveva precedentemente esordito nel 2009 in Polonia sotto forma di concerto.[148]

### Fumetti
La prima citazione di Giovanni Paolo II nel mondo del fumetto risale al 1979, quando Francesco Pescador disegna, su testi di Giò Signori, le 95 pagine in bianco e nero di Papa Wojtyła. Storia di una vita, che ripercorre la vita del Papa a partire dalla sua infanzia in Polonia. Nello stesso anno è quindi Guido Buzzelli a realizzare Wojtyła, 116 strisce quotidiane pubblicate sul quotidiano L'Occhio.
Negli Stati Uniti è invece la Marvel Comics a produrre il comic book The life of Pope John Paul II, con disegni di John Tartaglione e Joe Sinnot su testi di Steven Grant. L'opera, che si sofferma in particolar modo sulla giovinezza del Papa, è pensata per il mercato americano e viene pubblicata in Italia nel 1983.
Segue quindi il fumetto argentino Vida Y obra del Papa Juan Pablo II, disegnato da Enrique Breccia e tradotto in Italia nel 1984.
Sergio Toppi realizza, su testi di Nino Pagot, il volume a fumetti Karol Wojtyła. Il Papa del terzo millennio, originariamente pubblicato nel 2000 sulle pagine del settimanale Il Giornalino. Lo spunto narrativo è qui offerto da un nonno polacco che racconta ai nipoti alcuni momenti della vita del Papa.
Negli anni successivi viene pubblicato in Francia Avec Jean Paul II, due albi di 40 pagine di Guy Lehideux (testi) e Dominique Bar (disegni), che vengono presto tradotti e diffusi anche in Polonia.
La linea chiara caratterizza il volume La vita di Giovanni Paolo II a fumetti realizzato nel 2005 da Alessandro Mainardi e Werner Maresta. Nel 2011 viene quindi pubblicato Giovanni Paolo II, il papa dal cuore giovane con disegni di Andrea Lucci e Antonio Scricco su testi di Luigi Mezzadri e sceneggiatura di Giuliano Rossi.
Le opere a fumetti su Giovanni Paolo II sono state più volte raccolte, a partire dal 2000, nella mostra Un Papa a quadretti. I giorni e le opere di Karol Wojtyła a fumetti.

### Veicoli
A lui è intitolata la nave MV Saint John Paul II, della compagnia Virtu Ferries.

## Ascendenza
|                                              |                     |                       | Genitori         |  |  | Nonni |  |  | Bisnonni           |  |  | Trisnonni          |  |
|                                              |                     |                       |                  |  |  |       |  |  | Franciszek Wojtyła |  |  | Bartłomiej Wojtyła |  |
|                                              |                     |                       |                  |  |  |       |  |  | Franciszek Wojtyła |  |  | Bartłomiej Wojtyła |  |
|                                              |                     | Anna Chudecka         |                  |  |  |       |  |  | Franciszek Wojtyła |  |  |                    |  |
| Maciej Wojtyła                               |                     |                       |                  |  |  |       |  |  | Franciszek Wojtyła |  |  |                    |  |
|                                              |                     | Franciszka Galuszka   | Kasper Gałuszka  |  |  |       |  |  |                    |  |  |                    |  |
|                                              |                     | Franciszka Galuszka   | Kasper Gałuszka  |  |  |       |  |  |                    |  |  |                    |  |
|                                              |                     | Franciszka Galuszka   | Apolonia Kaspera |  |  |       |  |  |                    |  |  |                    |  |
| Karol Wojtyła                                |                     | Franciszka Galuszka   |                  |  |  |       |  |  |                    |  |  |                    |  |
|                                              |                     | Franciszek Przeczek   | Bernard Przeczek |  |  |       |  |  |                    |  |  |                    |  |
|                                              |                     | Franciszek Przeczek   | Bernard Przeczek |  |  |       |  |  |                    |  |  |                    |  |
|                                              |                     | Franciszek Przeczek   | Helena Pawlica   |  |  |       |  |  |                    |  |  |                    |  |
| Anna Przeczek                                |                     | Franciszek Przeczek   |                  |  |  |       |  |  |                    |  |  |                    |  |
|                                              |                     | Maria Hess            | Jan Karol Hess   |  |  |       |  |  |                    |  |  |                    |  |
|                                              |                     | Maria Hess            | Jan Karol Hess   |  |  |       |  |  |                    |  |  |                    |  |
|                                              |                     | Maria Hess            | Teresa Rek       |  |  |       |  |  |                    |  |  |                    |  |
| Karol Józef Wojtyła (Papa Giovanni Paolo II) |                     | Maria Hess            |                  |  |  |       |  |  |                    |  |  |                    |  |
|                                              | Mikolaj Kaczorowski | Jan Kaczorowski       |                  |  |  |       |  |  |                    |  |  |                    |  |
|                                              | Mikolaj Kaczorowski | Jan Kaczorowski       |                  |  |  |       |  |  |                    |  |  |                    |  |
|                                              | Mikolaj Kaczorowski | Ewa Adamkiewicz       |                  |  |  |       |  |  |                    |  |  |                    |  |
| Feliks Kaczorowski                           | Mikolaj Kaczorowski |                       |                  |  |  |       |  |  |                    |  |  |                    |  |
|                                              |                     | Urszula Malinowska    | Jan Malinowski   |  |  |       |  |  |                    |  |  |                    |  |
|                                              |                     | Urszula Malinowska    | Jan Malinowski   |  |  |       |  |  |                    |  |  |                    |  |
|                                              |                     | Urszula Malinowska    | Agata Migora     |  |  |       |  |  |                    |  |  |                    |  |
| Emilia Kaczorowska                           |                     | Urszula Malinowska    |                  |  |  |       |  |  |                    |  |  |                    |  |
|                                              |                     | Jan Franciszek Scholz | Józef Scholz     |  |  |       |  |  |                    |  |  |                    |  |
|                                              |                     | Jan Franciszek Scholz | Józef Scholz     |  |  |       |  |  |                    |  |  |                    |  |
|                                              |                     | Jan Franciszek Scholz | Łucja Podworska  |  |  |       |  |  |                    |  |  |                    |  |
| Maria Anna Scholz                            |                     | Jan Franciszek Scholz |                  |  |  |       |  |  |                    |  |  |                    |  |
|                                              |                     | Zuzanna Rybicka       | Jan Rubicki      |  |  |       |  |  |                    |  |  |                    |  |
|                                              |                     | Zuzanna Rybicka       | Jan Rubicki      |  |  |       |  |  |                    |  |  |                    |  |
|                                              |                     | Zuzanna Rybicka       | Maria Rubicka    |  |  |       |  |  |                    |  |  |                    |  |
|                                              |                     | Zuzanna Rybicka       |                  |  |  |       |  |  |                    |  |  |                    |  |

## Onorificenze

### Onorificenze della Santa Sede
Il Papa è sovrano degli ordini pontifici della Santa Sede mentre il Gran magistero delle singole onorificenze può essere mantenuto direttamente dal pontefice o concesso a una persona di fiducia, solitamente un cardinale.

### Altri riconoscimenti
- Nel 1994 ha ricevuto il premio come Uomo dell'anno dalla rivista statunitense Time.[153]
- Giovanni Paolo II è stato inserito tra le 10 persone del XX secolo più ammirate del mondo secondo la classifica Citizen stilata dalla società Gallup.
- In nome della sua passione per il calcio in età giovanile, quando giocava nel ruolo di portiere, fu insignito della nomina di membro onorario del Barcellona nel 1982[154] e dello Schalke 04.
- Ha ricevuto dall'Università La Sapienza di Roma una Laurea honoris causa in Giurisprudenza il 17 maggio 2003.[155] Sul finire della sua Lectio Magistralis papa Giovanni Paolo II afferma il seguente monito per il terzo millennio, per il nostro tempo: "Sensibili al monito dantesco: "Fatti non foste a viver come bruti, / ma per seguir virtute e conoscenza" (Inf. XXVI, 119-120), gli uomini e le donne del terzo millennio sappiano iscrivere nelle leggi e tradurre nei comportamenti i valori perenni su cui poggia ogni autentica civiltà.".